# Sainte-Anne-d'Auray
Pour les articles homonymes, voir Sainte-Anne.
Sainte-Anne-d'Auray [sɛ̃tandɔʁɛ] est une commune française, située dans le département du Morbihan en région Bretagne. Elle est célèbre pour son pèlerinage catholique en l'honneur de sainte Anne.

## Géographie

### Situation
| Plumergat | Plumergat           | Plumergat |
| Pluneret  | Sainte-Anne-d'Auray | Pluneret  |
| Pluneret  | Pluneret            | Pluneret  |

Sainte-Anne-d'Auray est située dans le Morbihan, en Bretagne, et dépend du canton d'Auray, commune voisine d'où elle tire son nom. Sainte-Anne-d'Auray fait partie du Parc naturel régional du golfe du Morbihan.

### Description

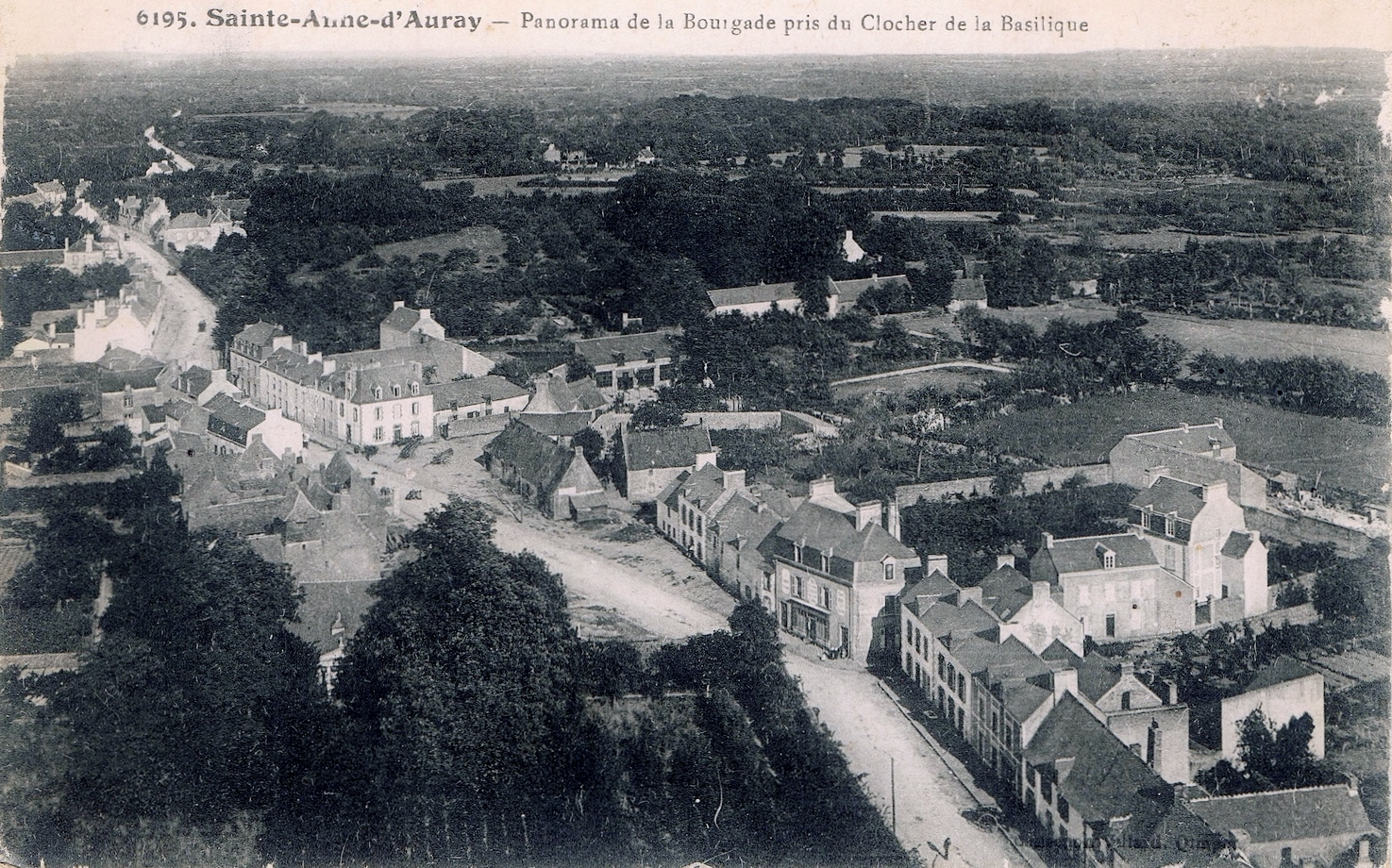
Le bourg de Sainte-Anne-d'Auray vu depuis le clocher de la basilique en 1922 (carte postale Villard).

De petite superficie et de création récente, Sainte-Anne-d'Auray a un relief plat compris entre 57 mètres pour le point le plus élevé (près de Kervenduc, à l'est du territoire communal) et 37 mètres d'altitude (dans la vallée du ruisseau de Léran (un affluent de la rive droite du Sal qui a sa source dans la commune), à l'endroit où celui-ci quitte le finage communal. Le bourg est vers 45 mètres d'altitude.
La ville est caractérisée par une urbanisation éclatée entre plusieurs noyaux (le Bourg, les alentours de la Basilique, le Parc, Kerdeliau, la Croix Nicolazic, Toul Douar, le Petit Quéven) séparés par des parties restées souvent boisées, l'ensemble, en position centrale dans la commune, couvrant environ la moitié du territoire communal, dont les périphéries seules ont conservé un aspect rural à l'exception du hameau de Kervenduc, à l'extrémité orientale de la commune, qui connaît la rurbanisation.

### Hydrographie
Pour un article plus général, voir Réseau hydrographique du Morbihan.
La commune est située dans le bassin Loire-Bretagne. Elle est drainée par le ruisseau de Léran et divers autres petits cours d'eau,.

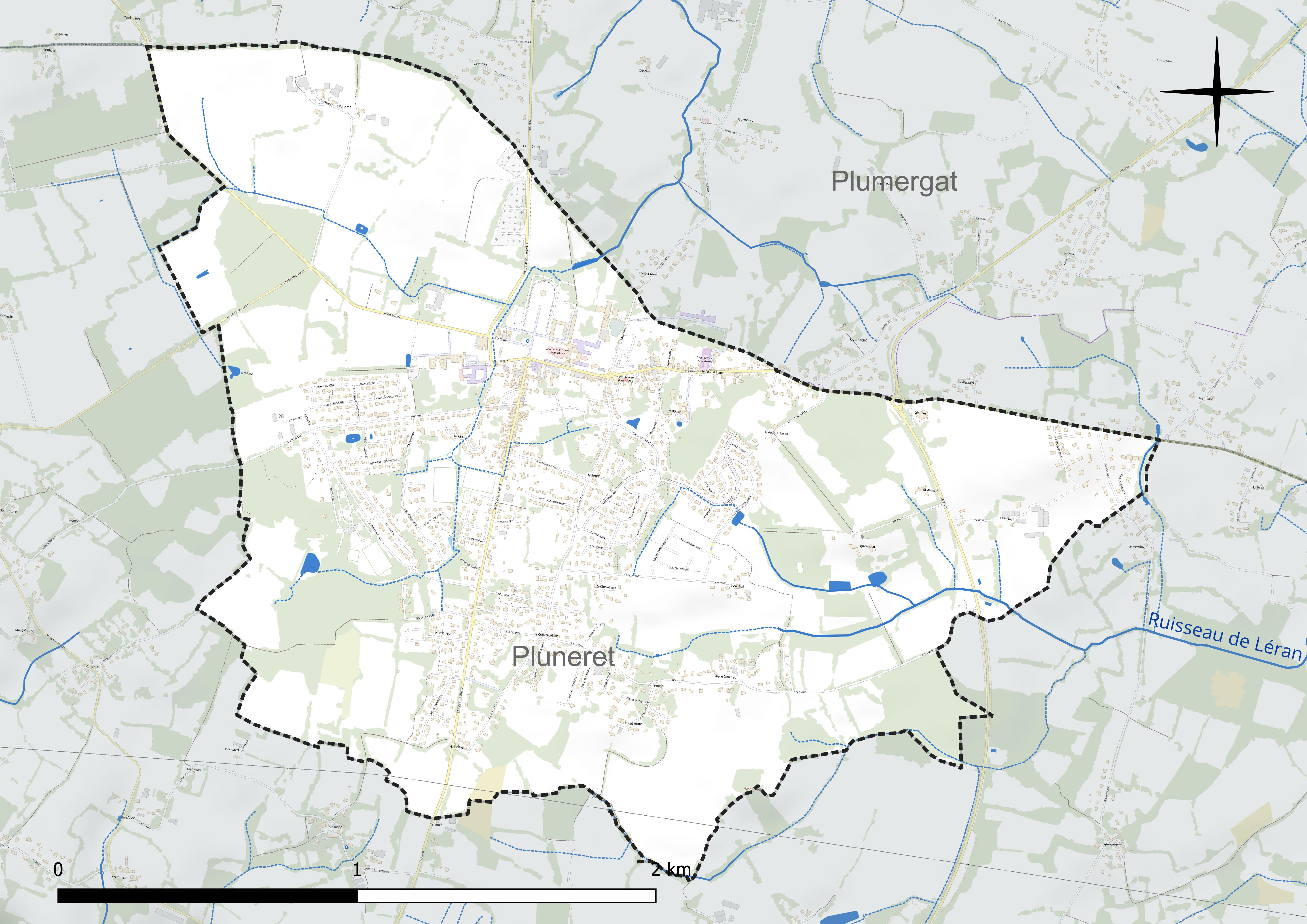
Réseau hydrographique de Sainte-Anne-d'Auray.

### Climat
Pour des articles plus généraux, voir Climat de la Bretagne et Climat du Morbihan.
En 2010, le climat de la commune est de type climat océanique franc, selon une étude du CNRS s'appuyant sur une série de données couvrant la période 1971–2000. En 2020, Météo-France publie une typologie des climats de la France métropolitaine dans laquelle la commune est exposée à un climat océanique et est dans la région climatique Bretagne orientale et méridionale, Pays nantais, Vendée, caractérisée par une faible pluviométrie en été et une bonne insolation. Parallèlement l'observatoire de l'environnement en Bretagne publie en 2020 un zonage climatique de la région Bretagne, s'appuyant sur des données de Météo-France de 2009. La commune est, selon ce zonage, dans la zone « Intérieur », exposée à un climat médian, à dominante océanique.
Pour la période 1971–2000, la température annuelle moyenne est de 11,8 °C, avec une amplitude thermique annuelle de 11,9 °C. Le cumul annuel moyen de précipitations est de 922 mm, avec 13,5 jours de précipitations en janvier et 7 jours en juillet. Pour la période 1991–2020, la température moyenne annuelle observée sur la station météorologique la plus proche, située sur la commune d'Auray à 4 km à vol d'oiseau, est de 12,6 °C et le cumul annuel moyen de précipitations est de 969,3 mm,. Pour l'avenir, les paramètres climatiques de la commune estimés pour 2050 selon différents scénarios d'émission de gaz à effet de serre sont consultables sur un site dédié publié par Météo-France en novembre 2022.

### Transports

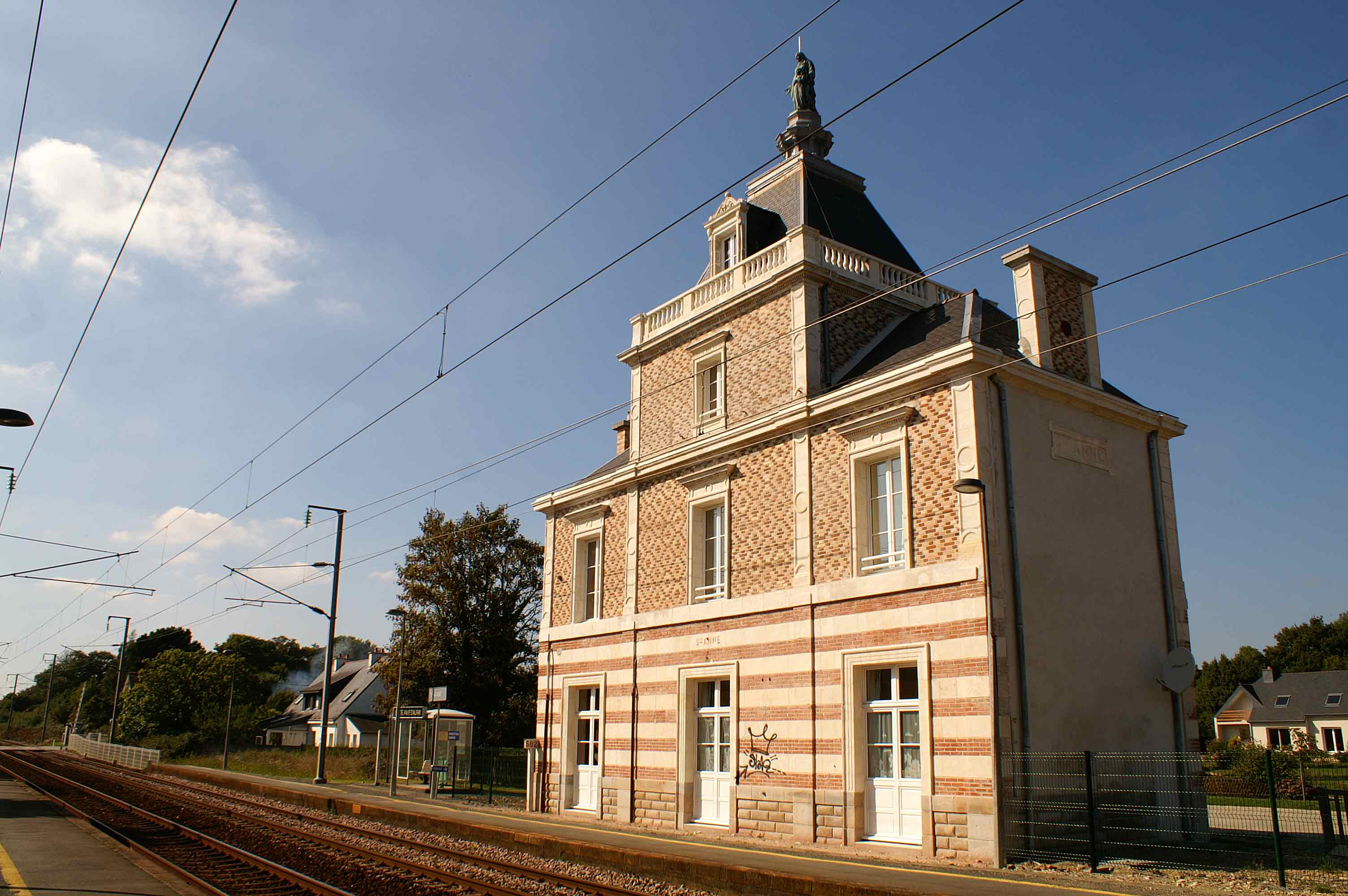
La gare Sainte-Anne (Morbihan).

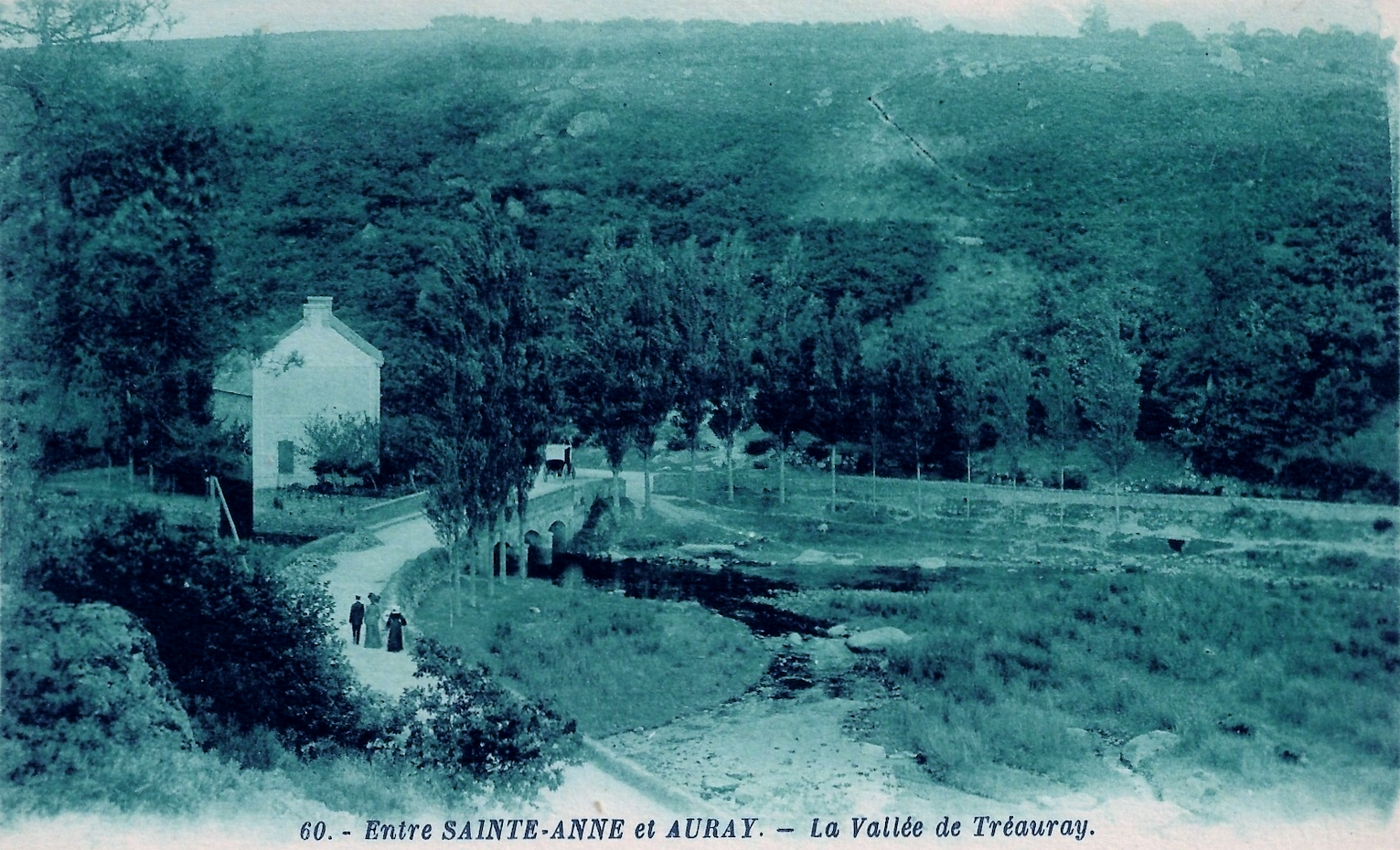
La vallée de Tréauray : pont sur le Loc'h entre Sainte-Anne-d'Auray et Auray (actuelle D 120) vers 1900.

Sainte-Anne-d'Auray est desservie par la Départementale 17 qui va vers Pluneret au Sud et vers Plumergat en direction de l'Est ; la D 19 vers l'Ouest va en direction de Brech et la D 102 vers le Nord se dirige vers Pluvigner ; en direction du Sud-Ouest, cette même route relie Sainte-Anne-d'Auray à Auray, où se trouve désormais la gare la plus proche desservie par des TGV Atlantique, celle de Sainte-Anne, située en fait en Pluneret et distante de 3 km, étant desservie uniquement par des TER.
La route expresse RN 165, qui passe au sud d'Auray, relie, grâce aux divers échangeurs desservant cette ville, commodément Sainte-Anne-d'Auray aux grands pôles urbains de l'Ouest de la France.

## Urbanisme

### Typologie
Au 1er janvier 2024, Sainte-Anne-d'Auray est catégorisée bourg rural, selon la nouvelle grille communale de densité à sept niveaux définie par l'Insee en 2022.
Elle appartient à l'unité urbaine de Sainte-Anne-d'Auray, une unité urbaine monocommunale constituant une ville isolée,. Par ailleurs la commune fait partie de l'aire d'attraction de Vannes, dont elle est une commune de la couronne,. Cette aire, qui regroupe 47 communes, est catégorisée dans les aires de 50 000 à moins de 200 000 habitants,.

### Occupation des sols

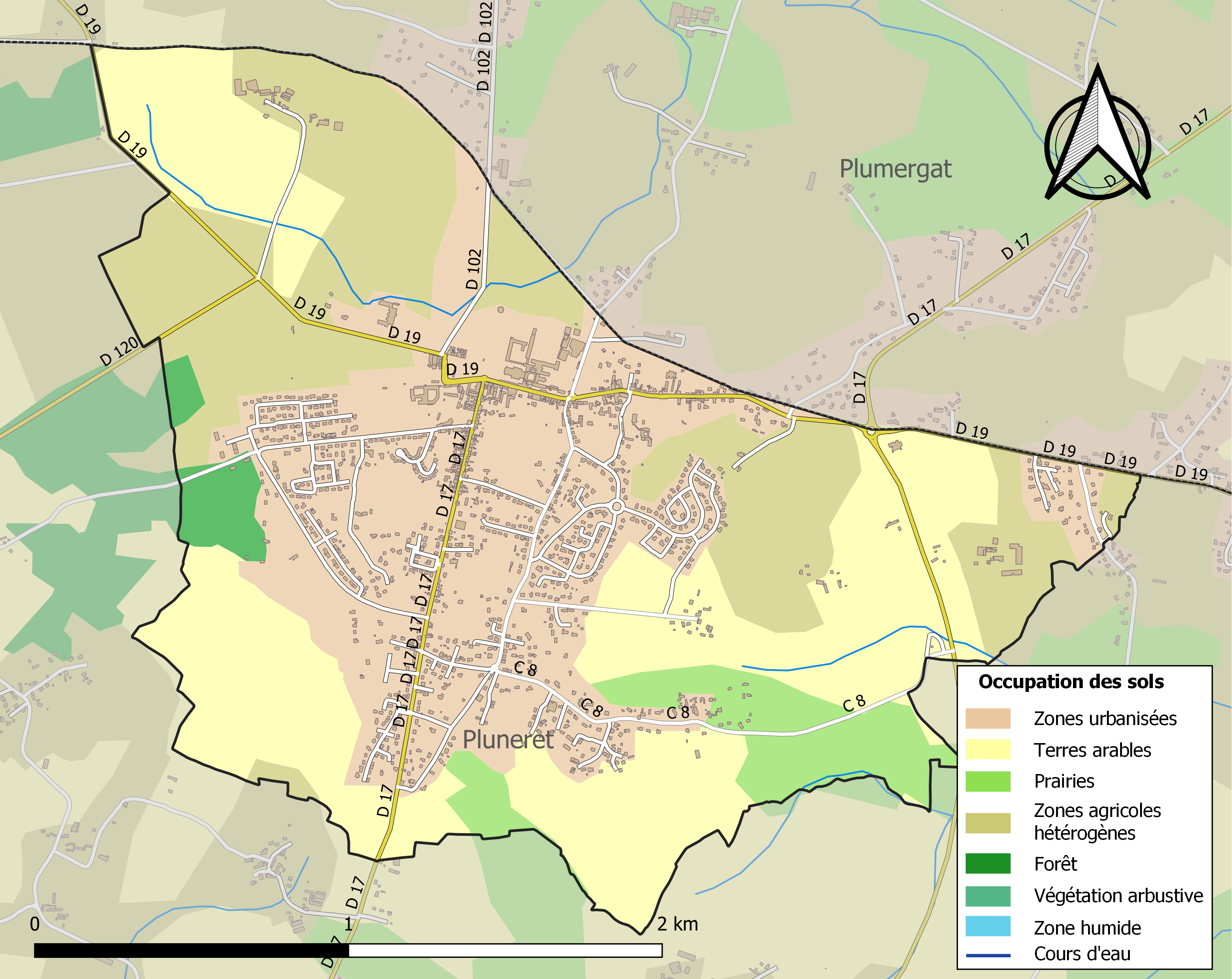
Carte des infrastructures et de l'occupation des sols de la commune en 2018 (CLC).

L'occupation des sols de la commune, telle qu'elle ressort de la base de données européenne d'occupation biophysique des sols Corine Land Cover (CLC), est marquée par l'importance des territoires agricoles (62,1 % en 2018), en diminution par rapport à 1990 (68,4 %). La répartition détaillée en 2018 est la suivante : 
zones urbanisées (36,1 %), terres arables (31,8 %), zones agricoles hétérogènes (24,5 %), prairies (5,7 %), forêts (1,8 %). L'évolution de l'occupation des sols de la commune et de ses infrastructures peut être observée sur les différentes représentations cartographiques du territoire : la carte de Cassini (XVIIIe siècle), la carte d'état-major (1820–1866) et les cartes ou photos aériennes de l'IGN pour la période actuelle (1950 à aujourd'hui).

## Toponymie

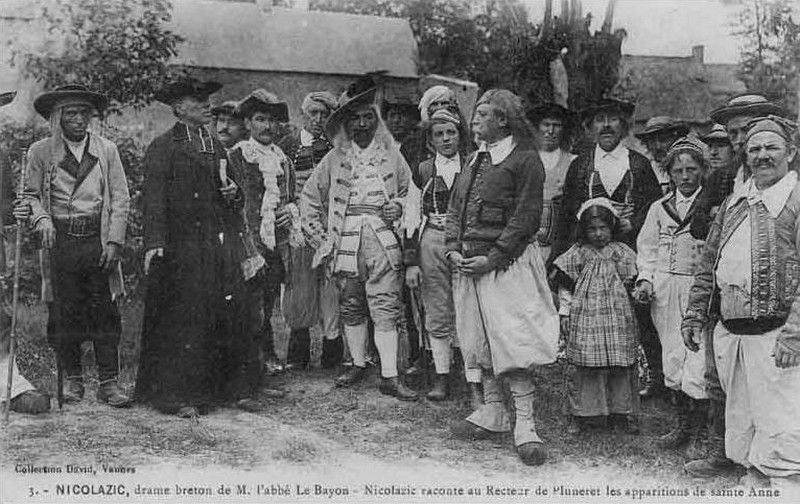
Drame breton écrit par l'abbé Le Bayon : Nicolazic raconte au recteur de Pluneret les apparitions de sainte Anne.

Le nom en breton de la commune est Santez Anna Wened. Il s'agit d'un ancien hameau d'une quarantaine d'habitations situé dans la paroisse de Pluneret qui portait le nom de Ker Anna, et qui en breton signifie village d'Anne. Une tradition orale, diffusée par les fidèles chrétiens de cette région, voulait que Ker Anna fût appelé ainsi en référence à sainte Anne mais cette toponymie résulte d'un syncrétisme entre le vieux fond païen de la déesse Dana et le culte des saints chrétiens. Le culte d'Anne, grand-mère de Jésus, s'est développé en ces lieux à la suite de l'apparition de celle-ci à Yvon Nicolazic, laboureur local.

## Héraldique
Le blason évoque la main de sainte Anne tenant un cierge allumé lors de son apparition à Yvon Nicolazic. La petite montagne à trois bosses rappelle que ce cierge s'éleva et s'abaissa trois fois avant de disparaître dans le sol à l'emplacement où fut découvert une vieille statue de bois de sainte Anne. Les armoiries de Sainte-Anne-d'Auray sont « d'azur à un dextrochère de femme en carnation, tenant à la main en abîme un cierge d'argent à la flamme de gueules auréolée d'une gloire d'or, soutenu d'un mont à trois copeaux de sable liseré d'or, issant de la pointe ; au chef à cinq mouchetures d'hermine rangées en fasce ».

## Histoire

### Moyen Âge
Une chapelle fut édifiée en un lieu qui fut nommé « Keranna » lors de l'immigration bretonne en Armorique ; elle fut détruite par les Normands au VIIIe siècle ou au IXe siècle. Au fil des siècles les paysans de l'endroit, aidés en cela par la toponymie du lieu-dit, auraient gardé le souvenir de la dévotion de leurs ancêtres à cet endroit, ce que confirma les dépositions faites par Yvon Nicolazic en 1625.

### Temps modernes

#### Les apparitions

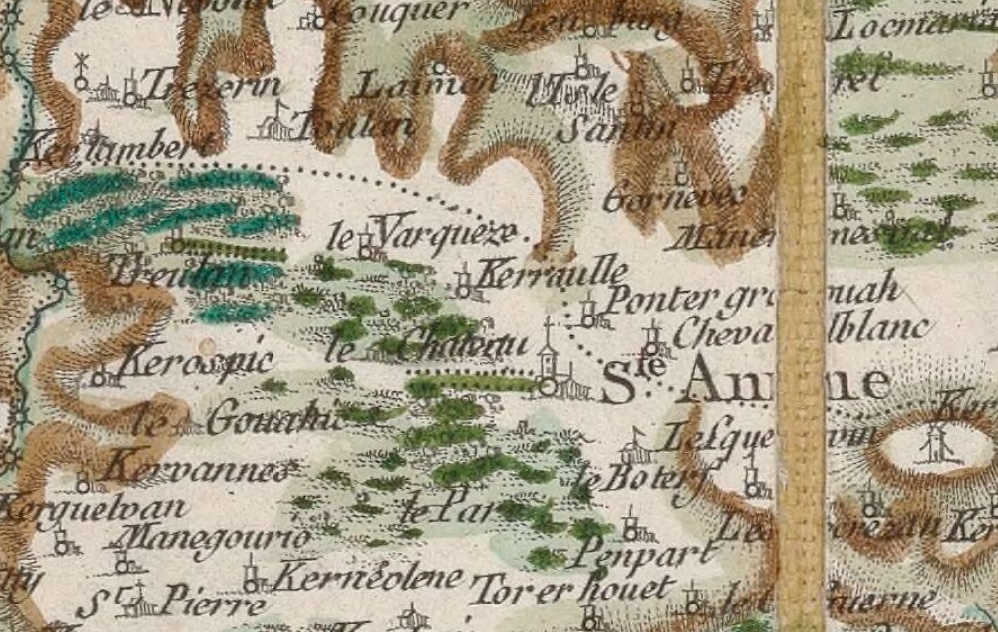
Carte de Cassini de la région de Sainte-Anne-d'Auray et, à l'ouest du hameau, des marais avoisinants (datant de 1789).

Au XVIIe siècle, comme aux siècles antérieurs, Keranna (Ker-Anna, le village de Sainte Anne en breton) est un simple hameau de la paroisse de Pluneret. « Le Ker-Anna du XVIIe siècle, c'est un hameau de six fermes, sept feux, trente ou quarante âmes ; des bâtiments de granit, coiffés de chaume, une fontaine, des champs d'avoine et de blé noir, un marécage. Il faut aller chercher la messe à trois quarts de lieue, sur le chemin d'Auray, au bourg de Pluneret. Parmi les champs de Ker-Anna, il y en a un qu'on appelle le « Bocenno » où quelques pierres enfouies, émergeant par endroits et gênant le travail du soc, accréditent la tradition qu'il y avait eu là, dans les temps anciens, une chapelle dédiée à sainte Anne ». Sainte Anne est traditionnellement très vénérée en Bretagne car selon une vieille légende, venant de Palestine, elle aurait abordé dans les dunes du fond de la Baie de Douarnenez, à Sainte-Anne-la-Palud, raison pour laquelle elle est devenue par la suite la sainte patronne des Bretons.
Les premières apparitions de sainte Anne à Yvon Nicolazic, paysan qui ne savait ni lire ni écrire, dateraient de l'été 1623, mais l'apparition principale serait celle de la nuit du 25 au 26 juillet 1624 où sainte Anne lui aurait déclaré : « Je suis Anne, mère de Marie. Il y avait autrefois une chapelle qui est tombée en ruine (...). Je te demande de la rebâtir et d'en prendre soin (...). Dieu veut que je sois honorée ici (...) ».
Dans la nuit du 7 au 8 mai 1625, accompagné de son beau-frère et de voisins, Yvon Nicolazic se rend à nouveau dans le champ du Bocenno, où avaient lieu les apparitions (et qui était le site de l'ancienne chapelle disparue) et y déterre une vieille statue à moitié pourrie en bois d'olivier (une hypothèse prétend que la statue soit celle de la déesse romaine Bona Dea allaitant deux enfants discrètement re-sculptée et repeinte par les moines capucins d'Auray pour en faire l'image de sainte Anne trinitaire tenant sur ses genoux la Vierge et l'Enfant Jésus ; ceci reste invérifiable, la statue ayant disparu pendant la Révolution française.
La nouvelle de cette découverte devint publique. « La populace, dévote et curieuse, vint y faire ses prières et y répandre ses offrandes (...). On vit des pèlerins y accourir en (...) grand nombre ».
Le recteur de Pluneret, jusque-là réticent et méfiant, finit par se laisser convaincre, de même que l'évêque de Vannes, Sébastien de Rosmadec, qui interrogea Yvon Nicolazic en mai 1625.
La première chapelle est bénie le 4 juillet 1628.

#### Les débuts du pèlerinage

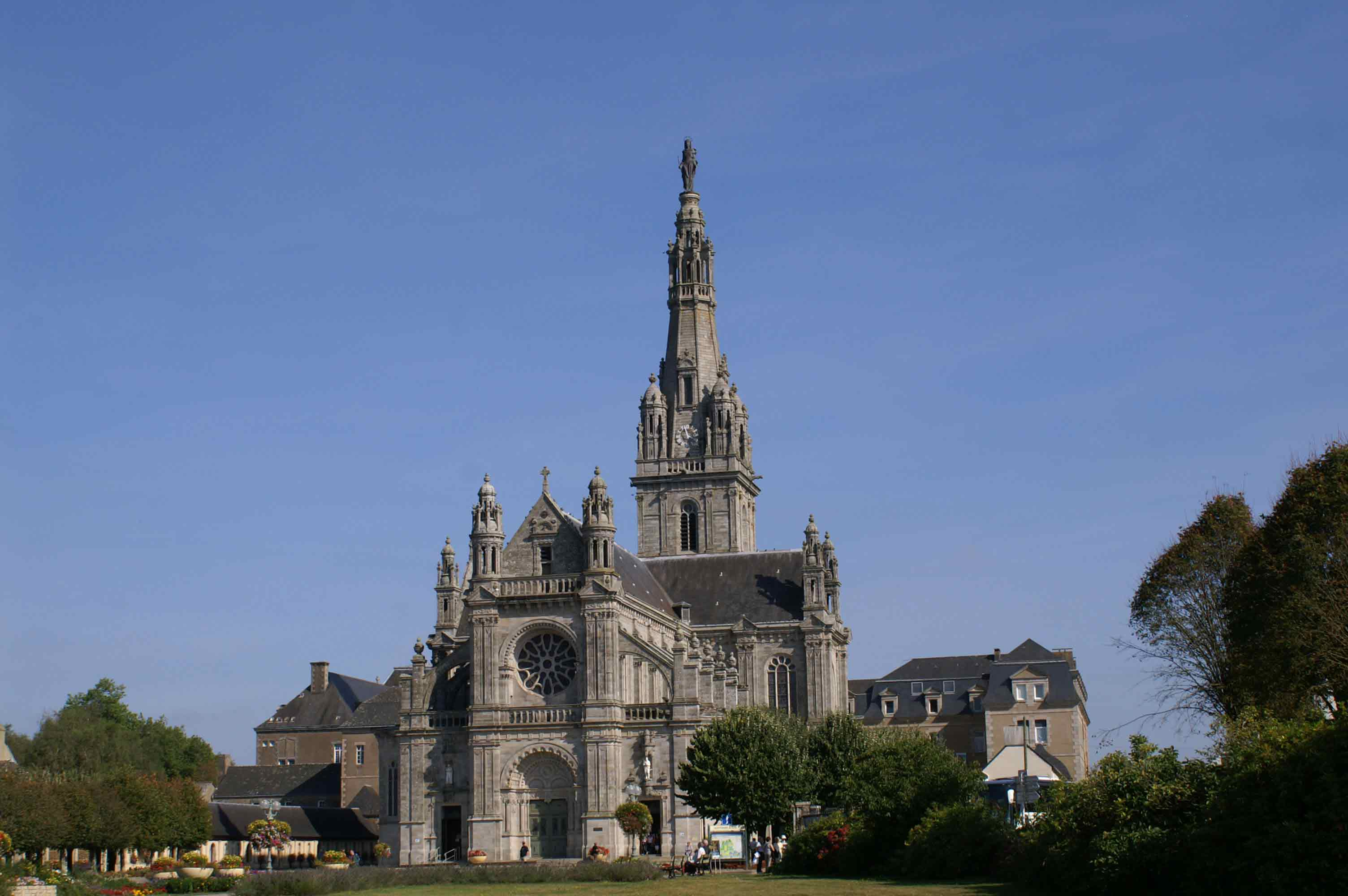
Le sanctuaire et la basilique.

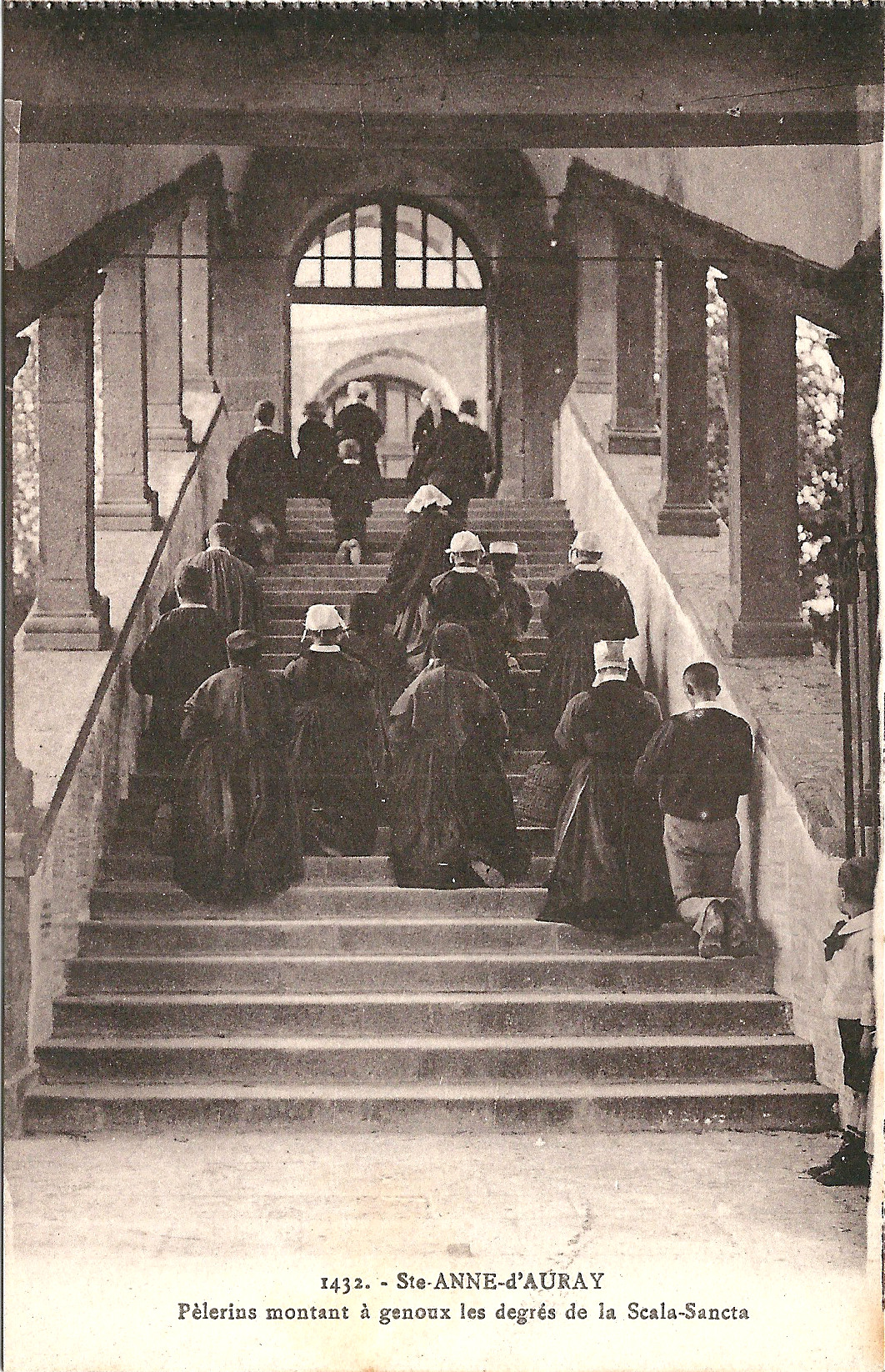
Des pèlerins montant à genoux les marches de la Scala Santa vers 1930.

Depuis, l'histoire de Sainte-Anne d'Auray est très liée à la religion catholique. À la mort d'Yvon Nicolazic en 1645, le pèlerinage, organisé par des religieux Carmes installés dans le village depuis 1633 à la demande de Sébastien de Rosmadec est déjà très fréquenté.
Selon Ogée, « la maison des religieux est très grande et très commode, mais sans magnificence. L'enclos et les jardins très vastes, parfaitement entretenus, offrent les promenades les plus agréables et les plus diversifiées. Les environs, remplis de marais et trop couverts de bois, ont rendu longtemps le séjour malsain, et il y a apparence que l'on ne connaissait pas le principe [la cause] du mal, puisqu'on y apportait point de remède. Enfin les esprits se sont éclairés, et l'on s'est empressé de détruire cette source de maladie. On a desséché les marais, on a coupé et élagué les bois, et cette double opération a rendu l'air salubre et le séjour agréable ».
Sainte-Anne-d'Auray (ou en breton Santez-Anna-Wened) est devenu rapidement le principal lieu de pèlerinage de la Bretagne. On y vient depuis 1625, pour commémorer l'apparition de sainte Anne, grand-mère maternelle de Jésus-Christ, à Yvon Nicolazic. Louis XIII offrit un morceau d'os de la sainte, dont le corps aurait été ramené à Apt par sainte Marie-Madeleine et sainte Marthe de Béthanie.
La Scala Santa est construite par les Carmes en 1662 ; la tradition voulut que les pèlerins montassent ses marches à genoux. Elle fut démontée pierre par pierre en 1870 et transférée un peu plus loin, au fond du champ de l'Épine.
Dès le XVIIIe siècle il se forme autour du monastère des Carmes une bourgade de merciers qui vendent une quantité « assez considérable de joujoux d'enfants et de bagues de verre, qu'ils tirent de Saumur, mais les deux articles de plus grande consommation sont les chapelets et les scapulaires.

### Révolution française

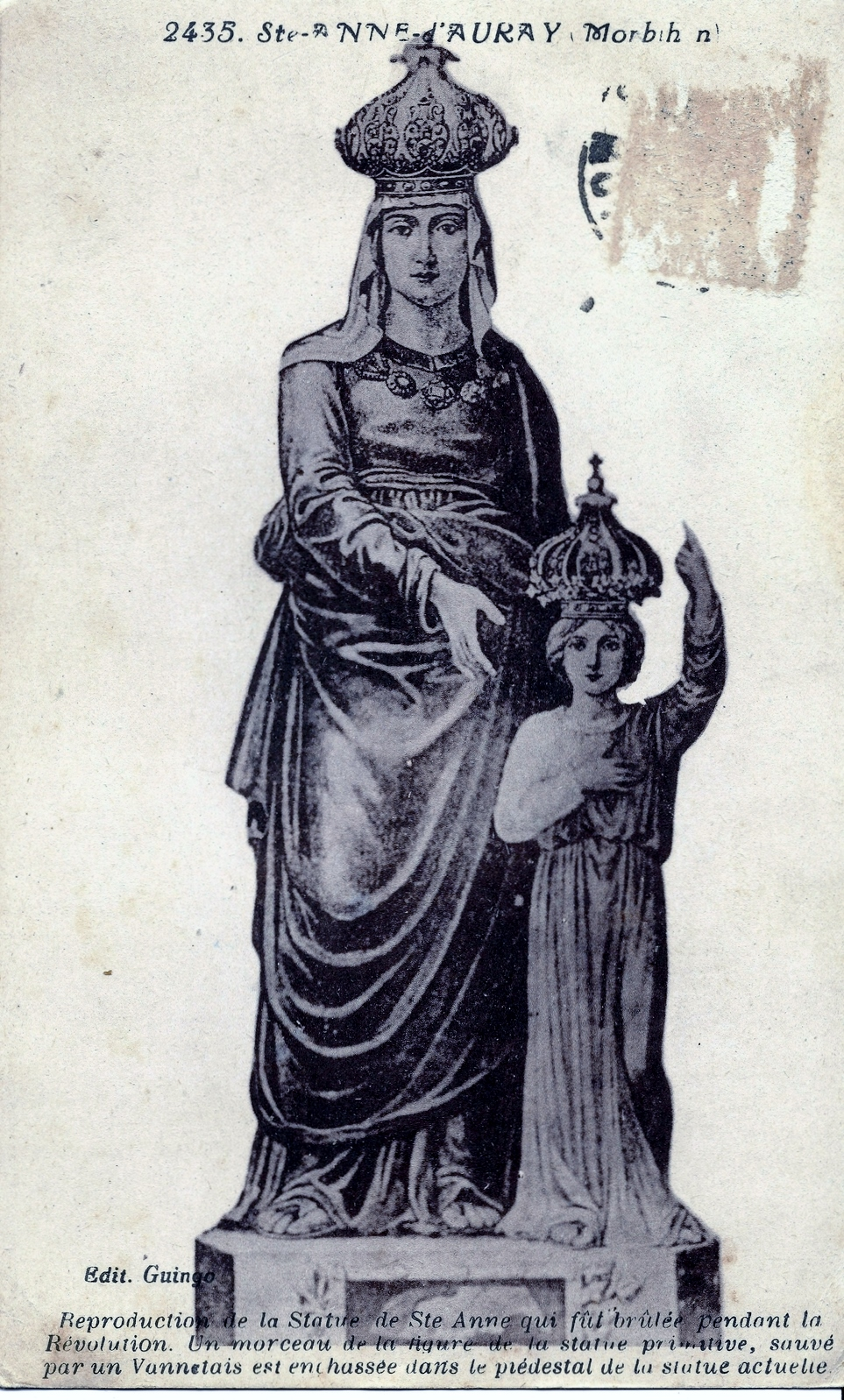
Sainte-Anne-d'Auray : reproduction de l'ancienne statue de sainte Anne brûlée lors de la Révolution.

Lors de la Révolution française, le couvent des Carmes est vendu comme bien national et les religieux dispersés (les Carmes partent le 24 septembre 1792) ; en 1794 la chapelle est saccagée, la statue miraculeuse de sainte Anne enlevée et brûlée ; mais la Terreur n'empêcha pas les Bretons de continuer à venir en foule fréquenter le sanctuaire où des prêtres, déguisés en paysans, haranguaient les paysans.
Le 9 mars 1794 un arrêté du département du Morbihan interdit les pèlerinages à Sainte-Anne-d'Auray  « vu les rassemblements que le fanatisme occasionne au lieu de Sainte-Anne », décide la fermeture « de la maison de Sainte-Anne » et « nomme le républicain Coheleach administrateur (...) chargé d'emporter les clefs de ladite maison, de mettre en sécurité la cire, l'argenterie, le numéraire (...) ».

### LeXIXesiècle

#### La première moitié duXIXesiècle
Bonaparte, alors Premier Consul, demande le 15 prairial an XI (4 juin 1803 à son ministre de la justice Claude Ambroise Régnier de demander des renseignements sur les maires et curés de Sainte-Anne et des communes voisines, « ainsi que sur la situation de l'esprit public de ces communes et ceux des habitants qui pourraient être soupçonnés » de correspondre avec le général chouan Georges Cadoudal.
La bataille de Sainte-Anne-d'Auray oppose les Chouans et les Impériaux à Sainte-Anne-d'Auray le 25 mai 1815. Le petit séminaire de Sainte-Anne-d'Auray ouvre en 1815 dans les bâtiments de l'ancien couvent des Carmes, rachetés par l'évêché de Vannes, de même que la chapelle.

#### Le pèlerinage auXIXesiècle

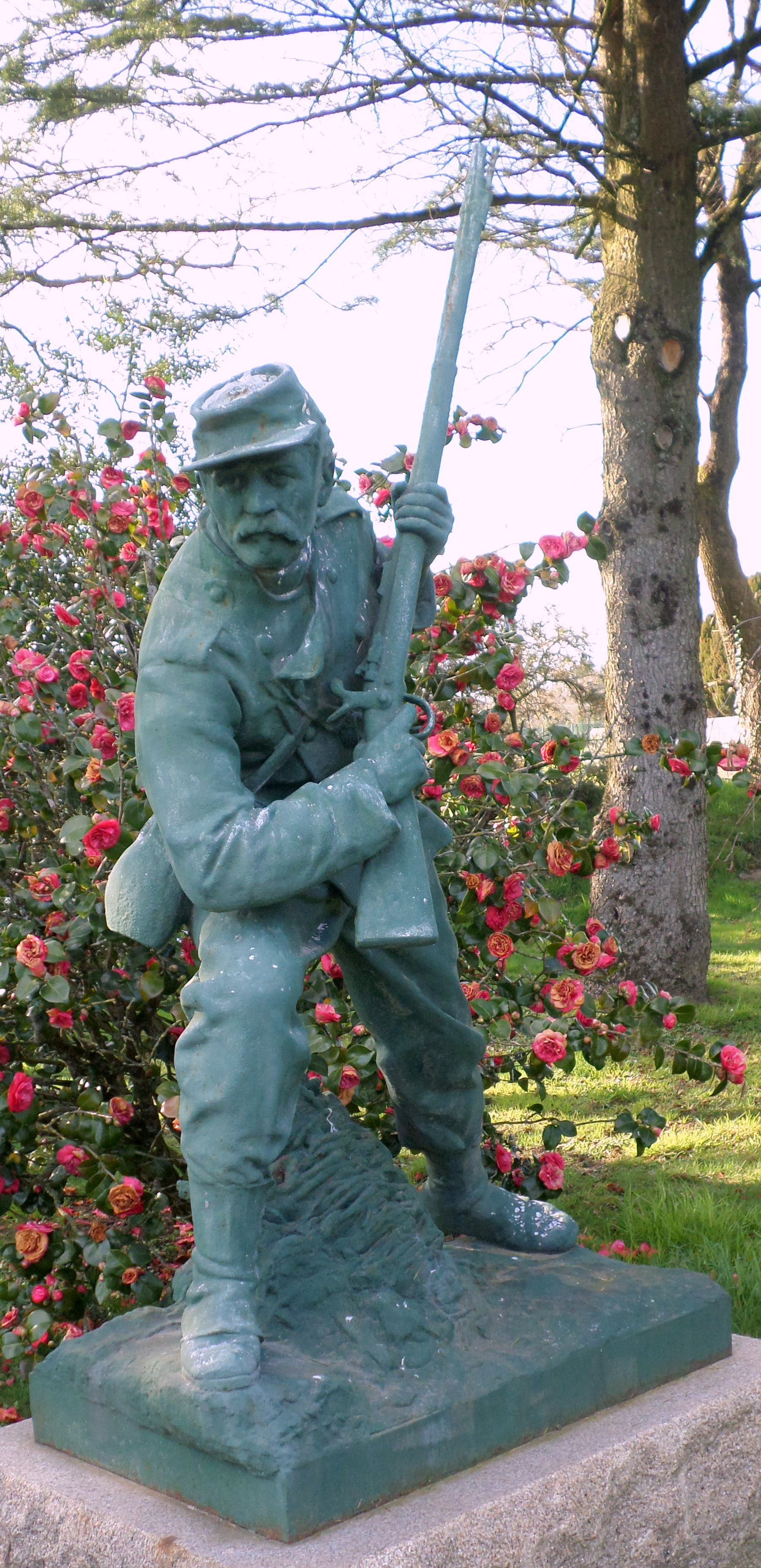
Sainte-Anne-d'Auray : statue d'un garde nationale mobile en arme par Aristide Croisy.

La fin de la Révolution et le Concordat permirent au pèlerinage de redevenir très fréquenté. La chapelle est rendue au culte en juillet 1802. En 1824 une nouvelle statue de sainte Anne remplace celle qui a été brûlée pendant la Révolution. De nombreuses personnalités y viennent comme la duchesse de Berry, Marie-Caroline de Bourbon-Siciles (1798-1870) en 1828, le roi des Français Napoléon III et l'impératrice des Français Eugénie de Montijo en 1858, le président de la république Patrice de Mac Mahon en 1874. La chapelle du XVIIe siècle, devenue beaucoup trop petite pour pouvoir accueillir l'afflux croissant des pèlerins, est remplacée par la basilique actuelle, œuvre d'Édouard Deperthes, construite entre 1865 et 1877. La consécration de la basilique en 1877 attira une foule immense, de même que la plantation de la Croix de Jérusalem en 1886 ou encore la translation de la relique de sainte Anne de offerte par le pape Léon XIII en 1894. Vers 1900, plus de 70 paroisses bretonnes y viennent chaque année en procession.
Dans l'enceinte de la nécropole nationale de Sainte-Anne-d'Auray sont inhumés une vingtaine de corps de soldats de l'Armée de la Loire morts pendant la guerre franco-allemande de 1870.
Le 8 décembre 1872 les zouaves pontificaux, avec à leur tête Athanase de Charette de La Contrie et Louis-Gaston de Sonis, viennent en pèlerinage à Sainte-Anne-d'Auray. Une grande manifestation légitimiste fut organisée le 29 septembre 1889 à Sainte-Anne-d'Auray.
Le pèlerinage et ses mendiants sont ainsi décrits en 1887 :
« C'est jour de grande fête à Sainte-Anne. (...) Sur la route de Pluneret à Sainte-Anne, la plus passagère de toutes, les misérables, les estropiés, les monstres, étalent leurs loques vermineuses et des plaies qui n'ont pas de nom ; on marche dans l'horreur, le cœur chaviré, le cerveau soudainement affolé comme par une hallucination d'enfer. (...) Car ils sont là, deux cents, trois cents, peut-être davantage, ils sont là, de chaque côté de la route, criant, pleurant, implorant et grouillant sous le soleil. (...) Les uns rampent sur des moignons sanguinolents ; d'autres, le nez coupé, la bouche rongée et toute noire, les yeux invisibles, couverts d'infectes purulences, s'agitent sous des guenilles aux odeurs de charnier. »

### LeXXesiècle

#### La Belle Époque

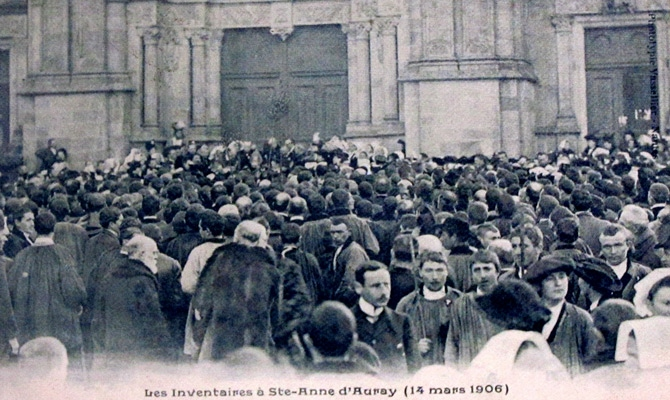
La foule devant la Basilique lors de l'inventaire des biens d'église (14 mars 1906).

En 1900 le Conseil municipal de Pluneret donne un avis défavorable à un projet de tramway devant desservir au départ de la gare d'Auray à la Chartreuse d'Auray, Pluneret et la basilique de Sainte-Anne-d'Auray « pour plaire aux voituriers de Sainte-Anne ». En juillet 1914 le journal L'Ouest-Éclair dénonce les voituriers qui, à la gare, « bousculent les voyageurs et se livrent sur eux nous pourrions presque dire à des voies de fait pour les contraindre à monter dans leurs carrioles » ; le journal poursuit en demandant que le maire de Pluneret taxe le prix des places et que les tarifs soient affichés à l'intérieur des voitures « tandis qu'actuellement on assiste à l'exploitation la plus éhontée ».
Après la fermeture de l'école privée congrégationniste en vertu de la Loi sur les congrégations, une école privée est ouverte à Sainte-Anne-en-Pluneret (Sainte-Anne-d'Auray) en septembre 1902.
Le 14 avril 1906 l'inventaire des biens d'église de la basilique de Sainte-Anne-d'Auray provoqua une grande manifestation : un millier de fidèles, munis de bâtons et de penn bazh, certains de fusils, se massèrent devant la basilique dont les portes furent barricadées.
L'établissement de la congrégation des Sœurs de Marie-Joseph du Dorat, qui avait été transféré de Vannes à Sainte-Anne-d'Auray par décret du 15 janvier 1868 est supprimé par un décret du président de la République Armand Fallières en date du 10 octobre 1907 en vertu de la loi sur les congrégations.

#### Le Mémorial de la Première Guerre mondiale
269 soldats belges et 9 soldats russes morts sur le sol français pendant la Première Guerre mondiale sont inhumés dans la nécropole nationale de Sainte-Anne-d'Auray.
Un Mémorial aux victimes bretonnes de la Grande Guerre, dont la première pierre est posée le 1er octobre 1922, est inauguré de manière solennelle le 24 juillet 1932. Il évoque les 240000 Bretons qui seraient morts au combat pendant cette guerre, chiffre considéré désormais comme exagéré par les historiens, qui estiment le nombre des Bretons morts au combat à environ 125000. Des cérémonies commémoratives étaient organisées chaque année en mémoire des morts bretons de la Grande Guerre : par exemple celles du 25 juillet 1937, en présence du cardinal Jean Verdier et du général Maxime Weygand, attirèrent une foule considérable. Ce monument est désormais dédié aux disparus de toutes les guerres.

#### Le pèlerinage auXXesiècle

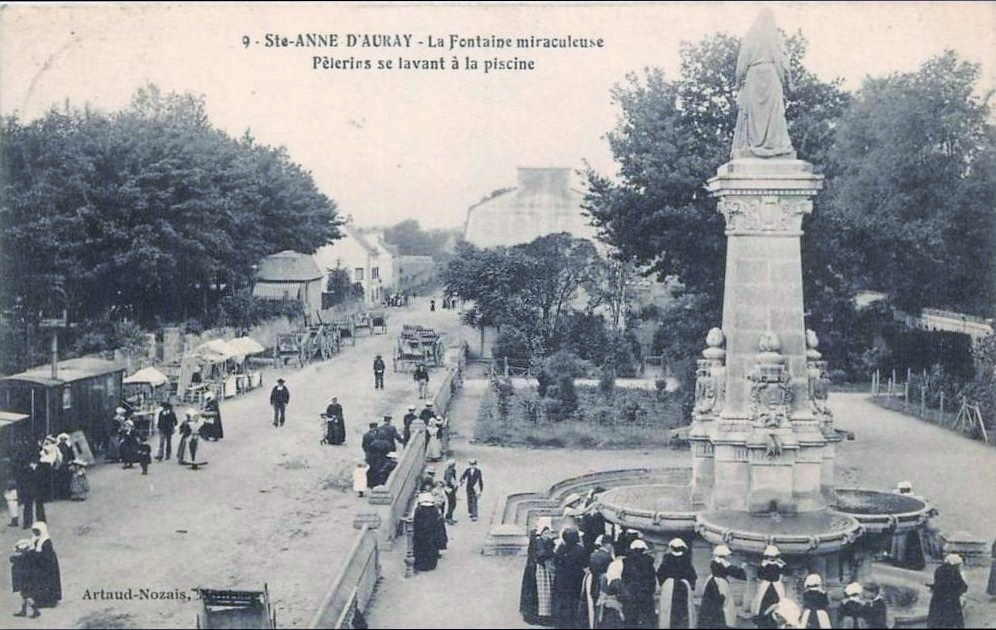
Sainte-Anne-d'Auray : pèlerins se lavant à la fontaine entourant la statue géante de sainte Anne ; à gauche de la photographie commerces de rue et charrettes de voituriers (carte postale, vers 1920).

L'abbé Louis Cadic a été chapelain de Sainte-Anne-d'Auray de 1880 à 1935.
Tous les étés, le 26 juillet, un pèlerinage y a lieu : le pardon de sainte Anne.
On compte une moyenne de 250 000 pèlerins par an dans la décennie 1920 (en 1914, juste avant la déclaration de guerre, 30 000 hommes y accoururent à la demande de l'évêque de Vannes Alcime-Armand-Pierre-Henri Gouraud, et de nombreux soldats démobilisés y vinrent le 7 mars 1919 à la demande de Mgr Gouraud) et de 800 000 pèlerins par an vers la fin du XXe siècle à Sainte-Anne-d'Auray.

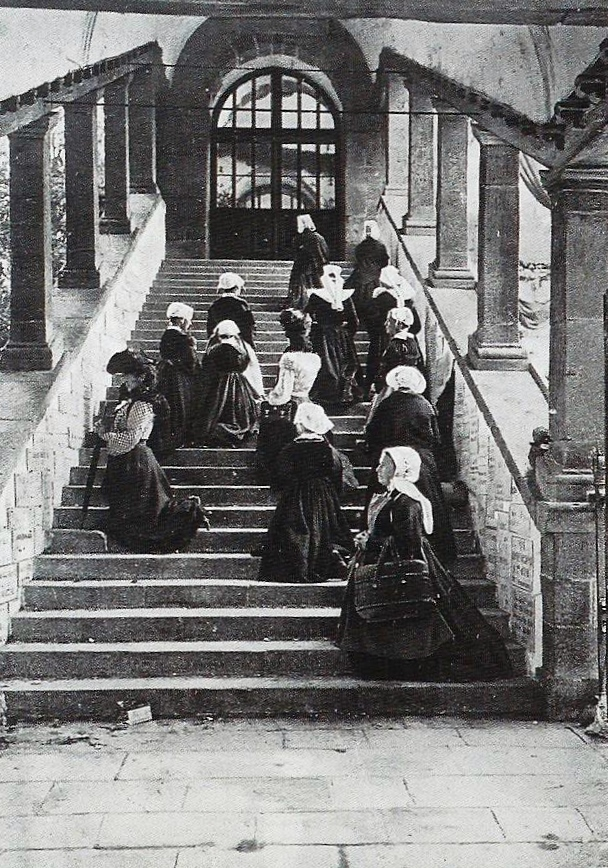
Des Femmes montant à genoux la Scala Sancta afin d'implorer les faveurs de sainte Anne (journal "L'Illustration", 1904).
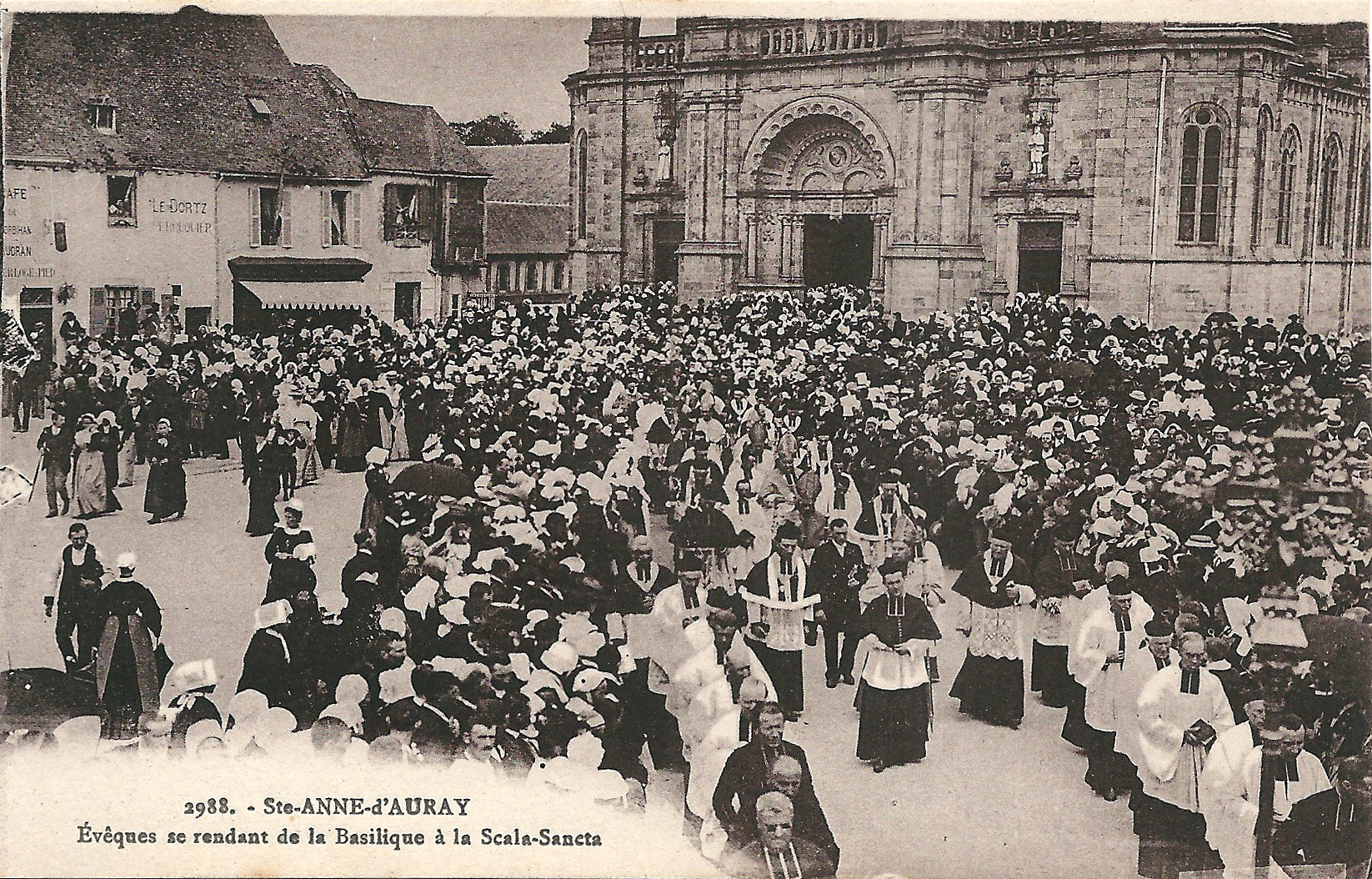
Des évêques se rendant de la basilique à la Scala Santa vers 1930.
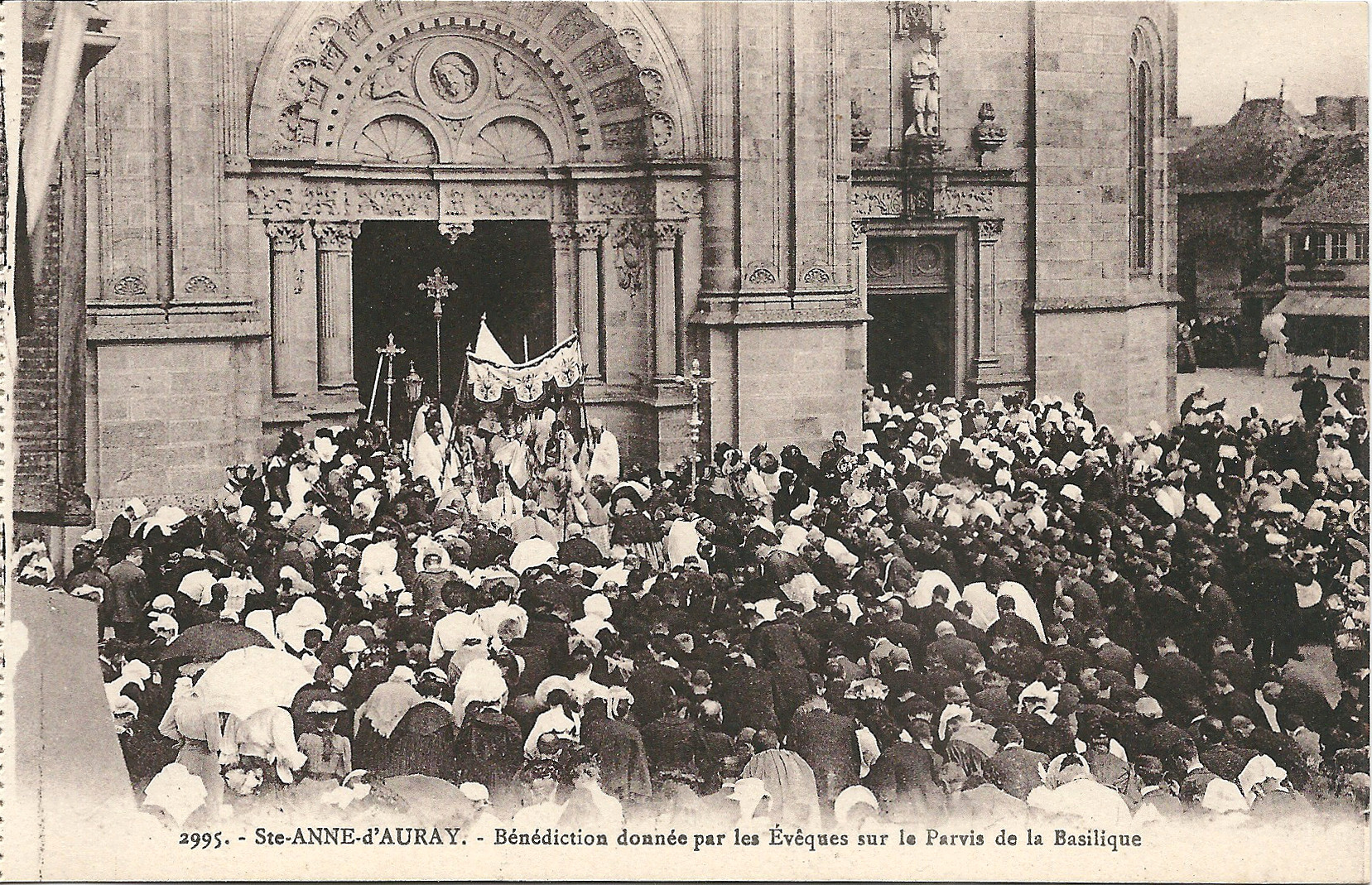
La bénédiction des pèlerins par les évêques sur le parvis de la basilique vers 1930.
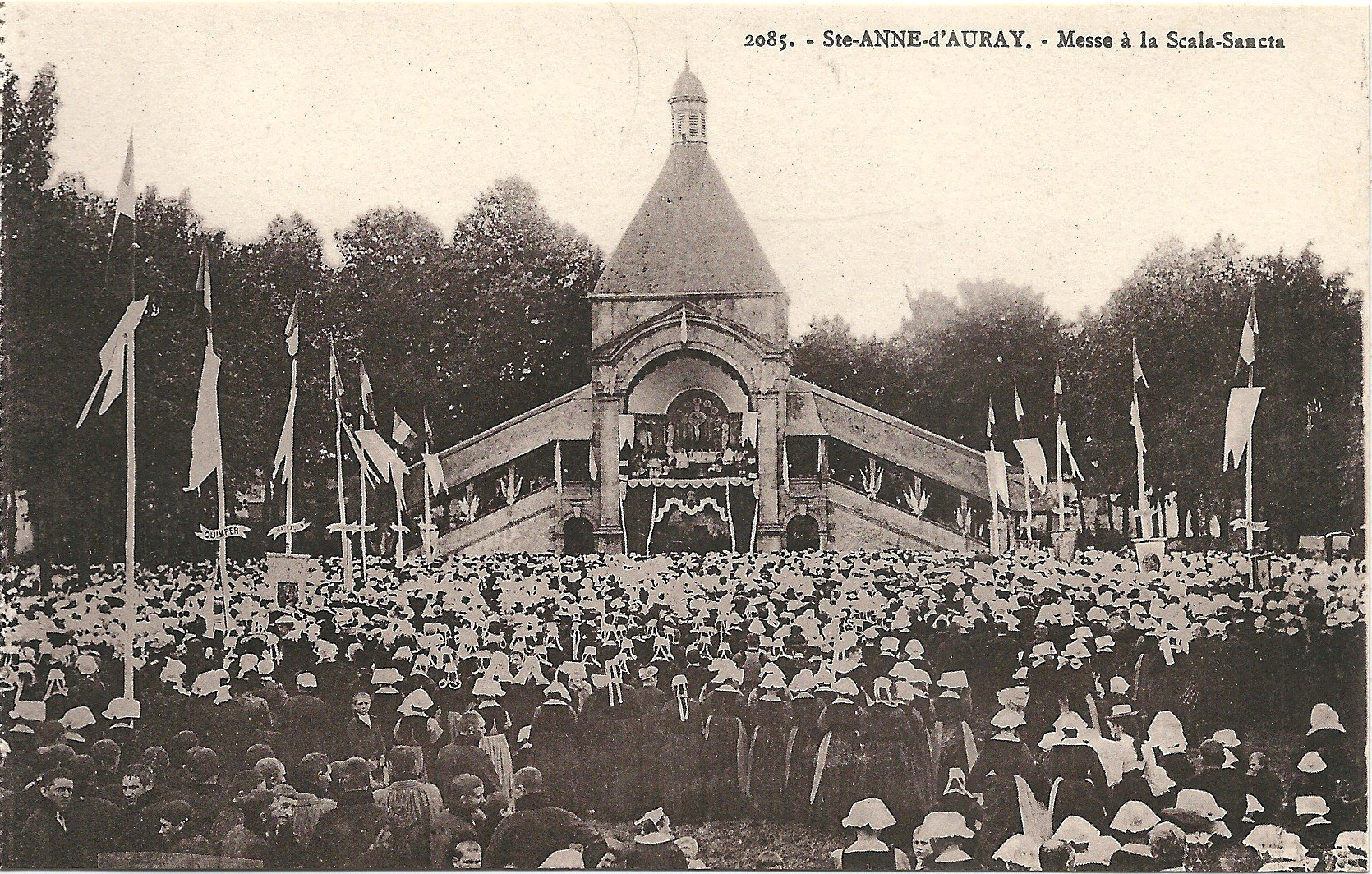
La messe devant la Scala Santa vers 1930.
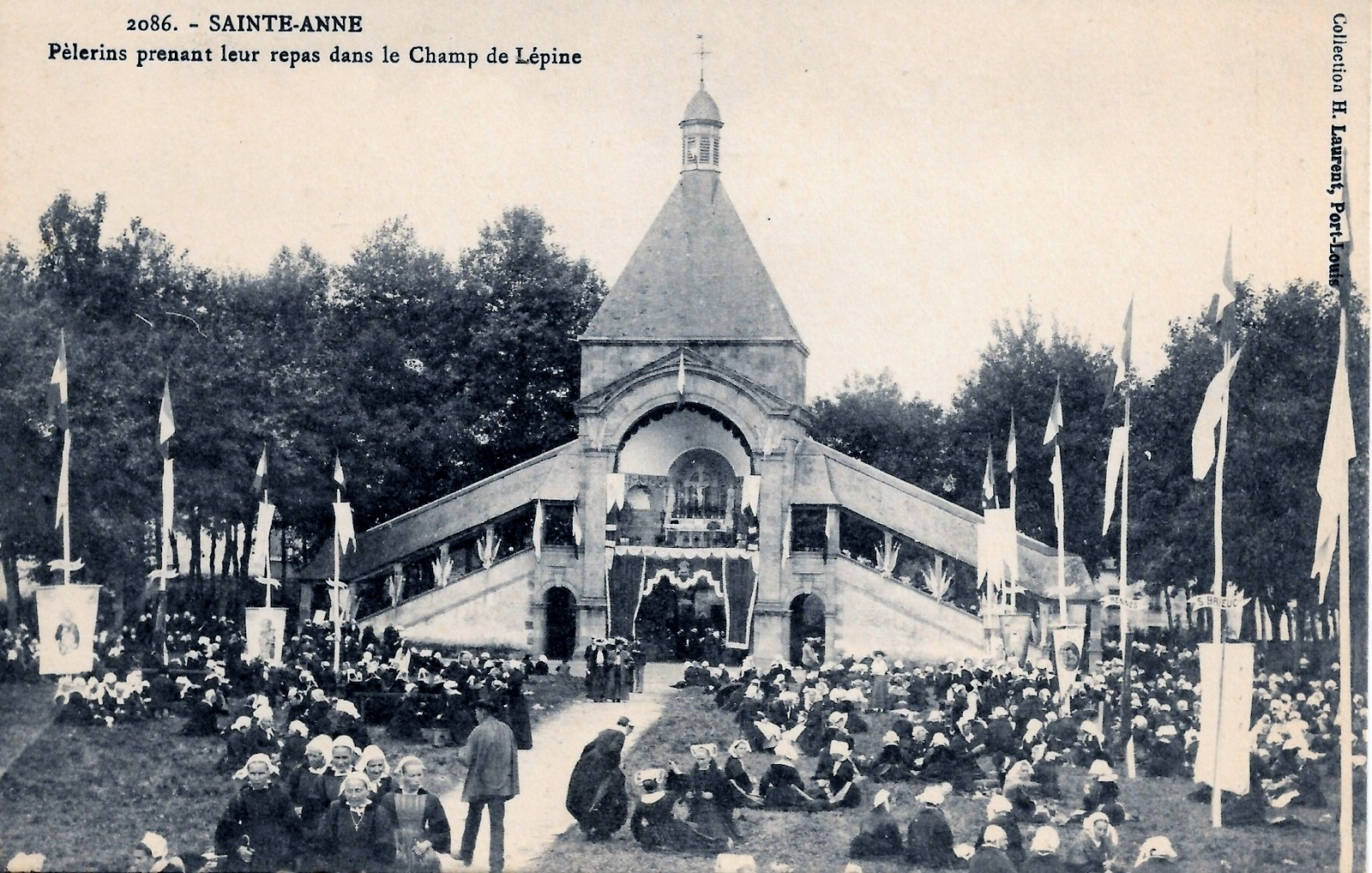
Des pèlerins prenant leur repas devant la Scala Sainta vers 1920.
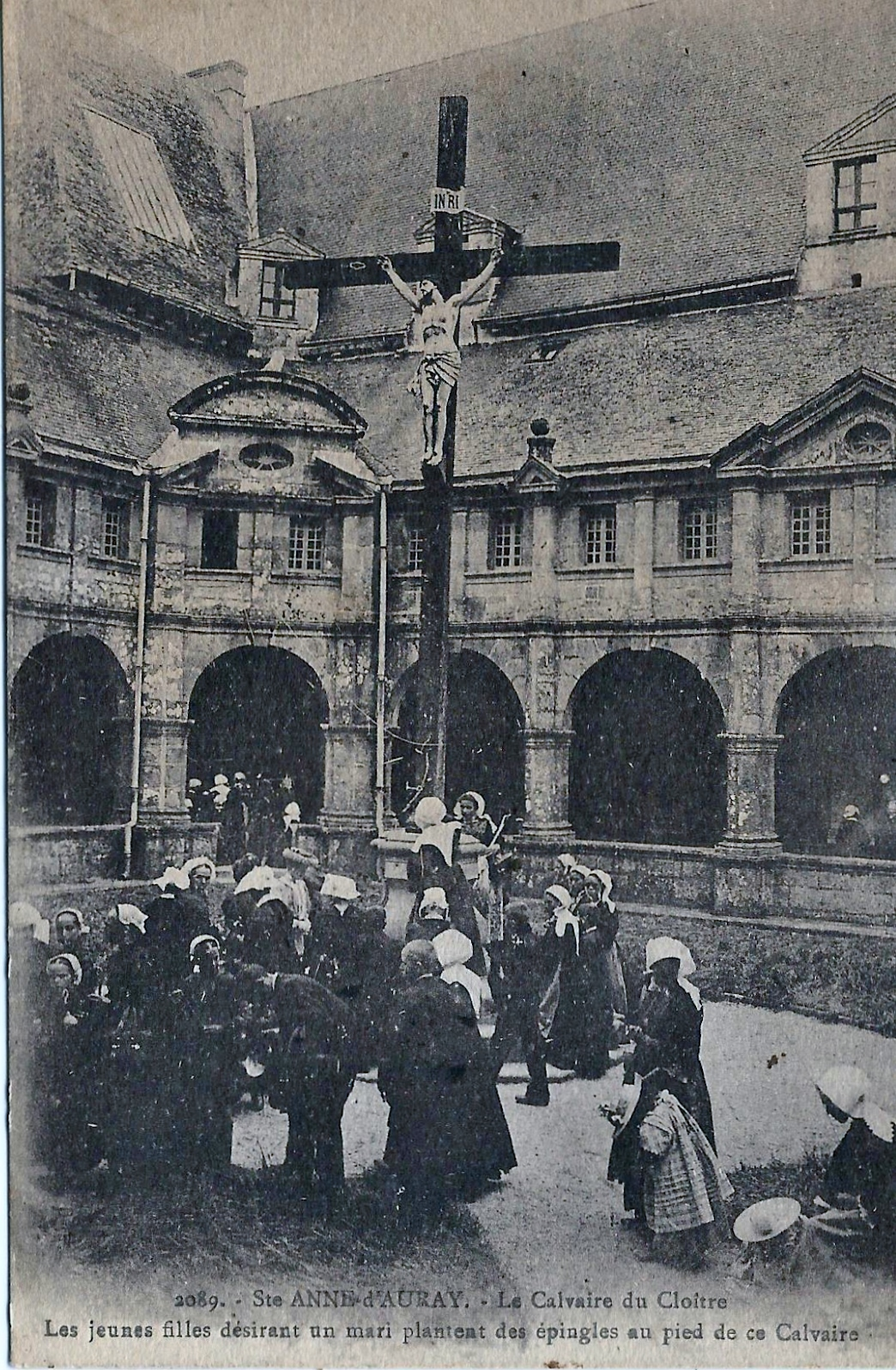
Le calvaire du cloître et la croyance traditionnelle consistant pour les jeunes filles à parvenir à planter une épingle dans la croix afin de se marier dans l'année.

L'afflux des marchands lors du grand pèlerinage est tel que par exemple en 1927, à la demande du Préfet du Morbihan, le maire de Pluneret prit un arrêté « qui interdit tout étalage de boutiques sur presque tous les trottoirs dans la traversée de Sainte-Anne. Les quelques places qui sont autorisées pour les étalages sont louées à l'année et il ne reste plus à prendre pour les marchands étrangers que quelques places sur les trottoirs de la rue de Vannes, le long du mur du jardin du séminaire et sur la rue de la Chartreuse, le long de la Scala Santa, après la pompe ».

#### La création de la paroisse, puis de la commune, de Sainte-Anne-d'Auray
En 1888 une demande de création d'une section électorale distincte au sein de la commune de Pluneret est faite par les habitants de Sainte-Anne-d'Auray qui arguent que, sur 800 électeurs inscrits dans la commune, 300 habitent le village de Sainte-Anne et que la distance de 4 km qui sépare celui-ci du chef-lieu communal est un obstacle à l'accomplissement de leur devoir d'électeur.
En 1903 des habitants du village de Sainte-Anne demandent l'érection de la section de Sainte-Anne en commune distincte ; le comte Claude-René Lambilly, déclare : « Sainte Anne (...) reçoit des visiteurs nombreux et ce village est devenu un véritable gros bourg, où une brigade de gendarmerie, un bureau de poste, de télégraphe et une école de garçons existent déjà. (...) La nouvelle commune aurait 495 hectares, tandis que Pluneret serait diminué de 469 hectares. (...) Plumergat perdrait seulement 26 hectares (...). Le nombre d'habitants de Sainte-Anne serait de 1 760 environ. La population de Pluneret serait de 1 900 au lieu de 3 381 habitants. Celle de Plumergat tomberait de 2 476 à 2 197 habitants ». Mais le Conseil général du Morbihan donna un avis défavorable.
Une nouvelle demande est faite en 1929. Léopold Le Bourgo, conseiller général du canton de Lorient, défendant le projet déclare : « Je dis que les intérêts de Sainte-Anne sont différents de ceux de Pluneret : Sainte-Anne est composée presque exclusivement de commerçants ; Pluneret est une commune essentiellement agricole » ; la demande fut à nouveau rejetée par le Conseil général du Morbihan (18 voix contre, 16 pour) ; le conseil municipal de Pluneret avait pour sa part déjà rejeté le projet lors de sa délibération du 9 juillet 1927 par 12 voix contre 9 (« le démembrement de la commune de Pluneret grèverait gravement ses intérêts en lui enlevant sa partie la plus riche ». En décembre 1929 les dix conseillers municipaux de la section de Sainte-Anne-d'Auray donnèrent leur démission du conseil municipal de Pluneret en signe de protestation contre le refus du Conseil général du Morbihan d'ériger leur section, éloignée du bourg de Pluneret, en commune.
Sainte-Anne-d'Auray a longtemps fait partie de la paroisse et commune de Pluneret. La paroisse de Sainte-Anne d'Auray est créée le 1er août 1937, en regroupant le domaine du sanctuaire, l'ancien Ker Anna et plusieurs villages de la paroisse de Pluneret, ainsi que d'autres villages dépendant jusqu'ici de la paroisse de Plumergat. Le village étant composé en majorité d'artisans et de commerçants qui vivent de plus en plus de l'industrie touristique développée comme centre régional de piété bretonne, ces derniers voient l'intérêt de devenir une commune autonome pour bénéficier d'un essor plus rapide et plus rémunérateur, si bien que Sainte-Anne-d'Auray est érigée en commune indépendante de celle de Pluneret le 23 février 1950.

#### La Seconde Guerre mondiale

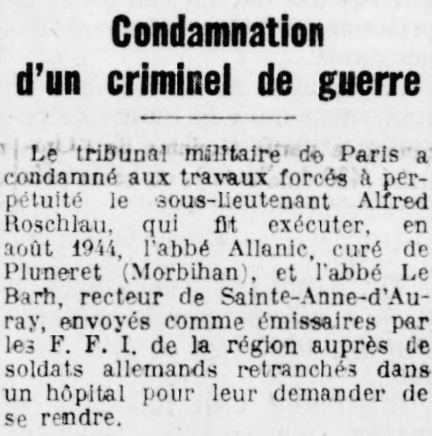
Article du journal La Croix du 2 juillet 1949 indiquant la condamnation du sous-officier allemand qui fit exécuter deux prêtres à Sainte-Anne-d'Auray le 5 août 1944.

Le 5 août 1944, le père Le Barth, premier recteur de la paroisse, est fusillé par les Allemands devant la maison Sainte-Marie, ainsi que le père Louis Allanic, économe du petit séminaire depuis 1913 et organiste de la basilique, et trois autres victimes civiles : Xavier Brianceau, Augustine Henry et Stanislas Le Louer. Les soldats allemands pénètrent ensuite dans la basilique dans le but de l'incendier. Mais le feu ne prit pas et la basilique fut peu endommagée, même si des traces de l'incendie sont encore visibles au niveau des confessionnaux.

#### L'après Seconde Guerre mondiale
Le général De Gaulle vient en pèlerinage à Sainte-Anne-d'Auray en 1947. En 1949 le cardinal Roncalli, nonce apostolique à Paris et futur pape Jean XXIII, préside les Fêtes de sainte Anne.
La nécropole nationale de Sainte-Anne-d'Auray ouvre en 1959. Des corps de soldats morts lors de diverses guerres (guerre de 1870, Première et Seconde Guerres mondiales, guerre d'Indochine) Français et étrangers (Belges principalement), qui étaient inhumés dans divers cimetières de Bretagne, du Poitou et du Pays de la Loire, y ont été rassemblés.
Jean-Paul II y est venu en pèlerinage le 20 septembre 1996 où il a rassemblé 150 000 personnes, première visite d'un pape en Bretagne. Une relique du pape (une mèche de cheveux) a été offerte en 2014 au sanctuaire. En 2018 est parue aux Éditions Ar Gedour un album BD écrit et dessiné par René Le Honzec, préfacé par Mgr Raymond Centène évêque du diocèse retraçant l'historique du Sanctuaire des origines à nos jours, avec l'histoire du voyant Yvon Nicolazic, l'évolutions des pèlerinages, les reconstitutions des bâtiments successifs. (11) (notes et références  (ISBN 978 2 9565987 0 1)).

## Politique et administration

### Liste des maires
| Période      | Période                 | Identité          | Étiquette | Qualité |
| ------------ | ----------------------- | ----------------- | --------- | --- |
| avril 1950   | mai 1953                | Émile Marande     |           | Premier maire de la commune |
| mai 1953     | 22 février 1984 (décès) | Jacques Brianceau |           | Médecin |
| février 1984 | 22 mars 2008            | Henri Macé        | DVD       | Assistant technique |
| 22 mars 2008 | En cours                | Roland Gastine    | DVD       | Instructeur en urbanisme à la DDE Vice-président d'Auray communauté 6e vice-président d'Auray Quiberon Terre Atlantique Réélu en 2014 et 2020 |

## Démographie
L'évolution du nombre d'habitants est connue à travers les recensements de la population effectués dans la commune depuis 1954. Pour les communes de moins de 10 000 habitants, une enquête de recensement portant sur toute la population est réalisée tous les cinq ans, les populations de référence des années intermédiaires étant quant à elles estimées par interpolation ou extrapolation. Pour la commune, le premier recensement exhaustif entrant dans le cadre du nouveau dispositif a été réalisé en 2005.

En 2022, la commune comptait 2 837 habitants, en évolution de +6,65 % par rapport à 2016 (Morbihan : +3,82 %, France hors Mayotte : +2,11 %).
| 1954  | 1962  | 1968  | 1975  | 1982  | 1990  | 1999  | 2005  | 2006  |
| ----- | ----- | ----- | ----- | ----- | ----- | ----- | ----- | ----- |
| 1 626 | 1 335 | 1 405 | 1 395 | 1 512 | 1 630 | 1 844 | 2 067 | 2 102 |

| 2010  | 2015  | 2020  | 2022  | - | - | - | - | - |
| ----- | ----- | ----- | ----- | - | - | - | - | - |
| 2 433 | 2 633 | 2 802 | 2 837 | - | - | - | - | - |

## Langue bretonne
À la rentrée 2016, 55 élèves étaient scolarisés dans la filière bilingue catholique (soit 7,7 % des enfants de la commune inscrits dans le primaire).

## Lieux et monuments

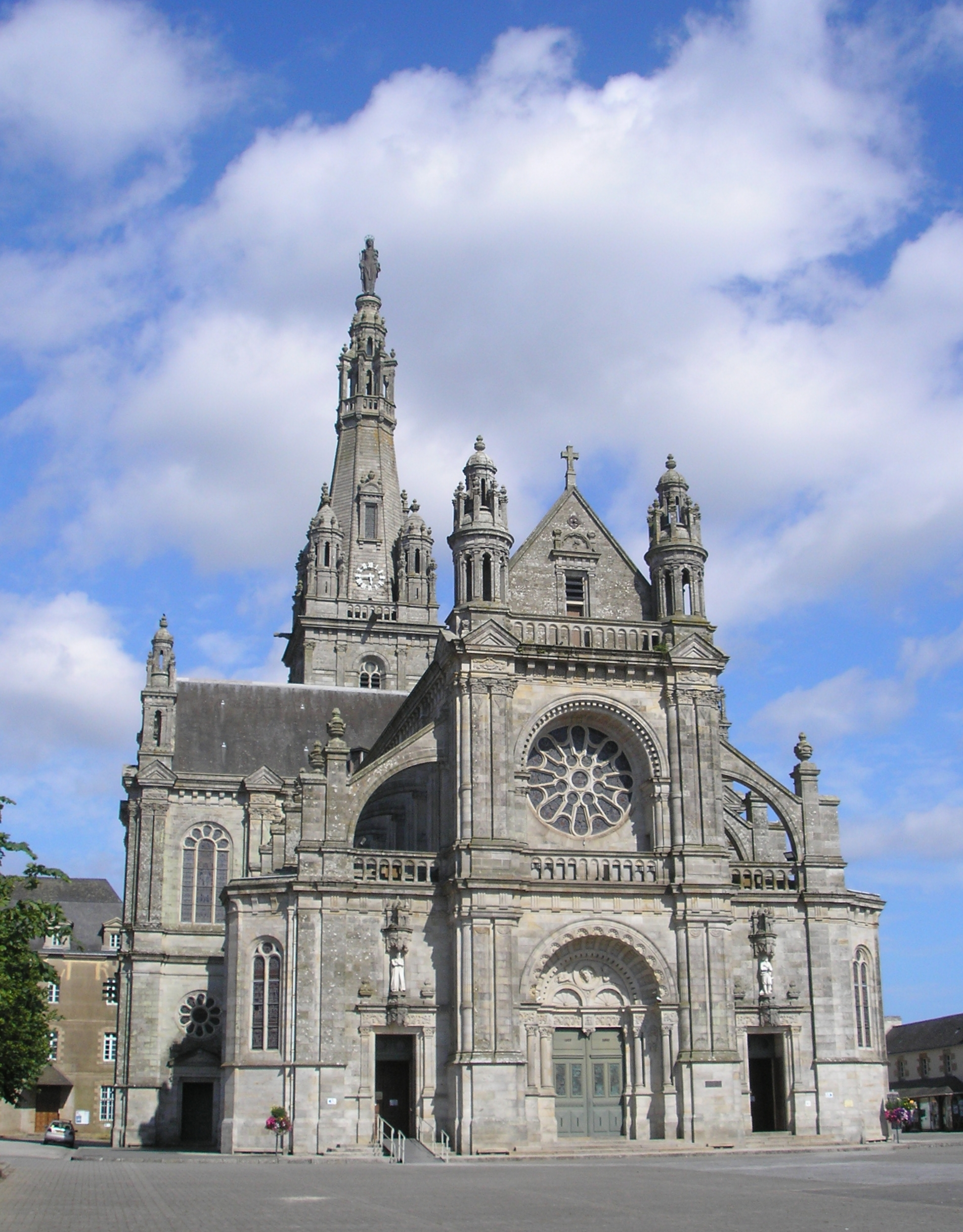
La basilique Sainte-Anne.

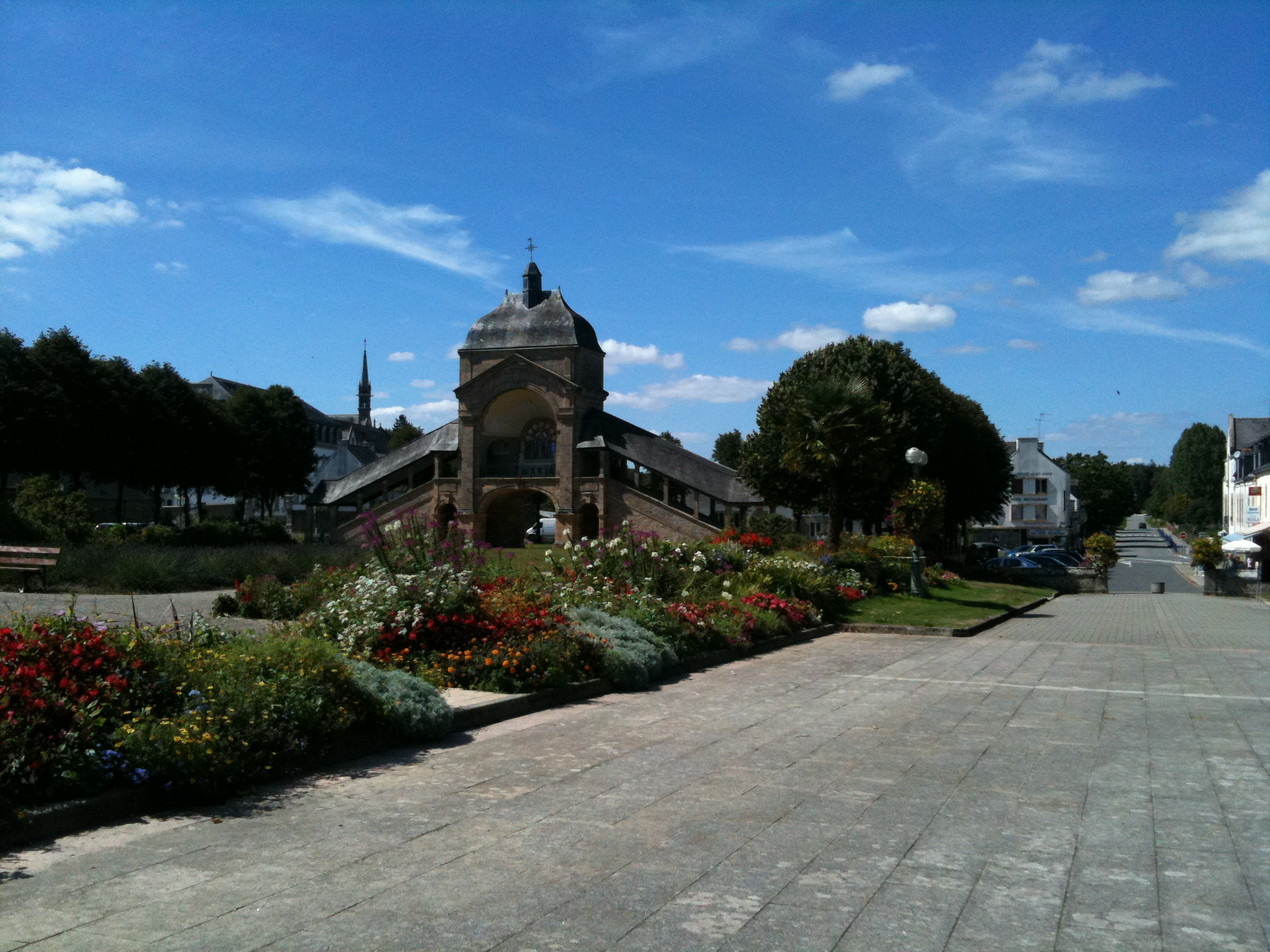
La Scala Sancta.

Le pèlerinage de Sainte-Anne d'Auray est le plus important de la région. Au XIXe siècle, l'affluence est telle que la chapelle devient trop petite. Pour y remédier, la basilique est bâtie. Aujourd'hui, le sanctuaire est le témoin d'une ferveur religieuse typiquement bretonne. En visitant le sanctuaire, on découvre un ensemble de monuments de différentes époques :
- basilique du XIXe siècle, construite par l'architecte Édouard Deperthes, inscrite à l'inventaire du Patrimoine ;
- le cloître des Carmes du XVIIe siècle, classé Monument historique ; c'est aujourd'hui le monument le plus ancien de Ste-Anne-d'Auray, construit pas les Carmes en 1641 ; il sépare la basilique de l'ancien couvent des Carmes occupé de nos jours par le collège-lycée ;
- un ensemble de bâtiments du XVIIe siècle attenants au cloître inscrit à l'inventaire du Patrimoine ;
- la fontaine, lieu de la première apparition de sainte Anne ;
- le Mémorial de la Grande Guerre de Sainte-Anne-d'Auray, édifié de 1922 à 1932 par les cinq diocèses de Bretagne pour garder le souvenir « des 240 000 Bretons victimes de la Première Guerre mondiale » dû à l'architecte René Ménard ;
- la statue monumentale de Sainte Anne et Marie ;
- l'espace Jean-Paul-II, réalisé après la venue du pape, le 20 septembre 1996 ;
- la Scala Santa, qui faisait office de porte monumentale au sanctuaire.

D'autres sites sont à découvrir à Sainte-Anne-d'Auray :
- le monument du « comte de Chambord » ;
- la maison de Nicolazic ;
- la nécropole nationale de Sainte-Anne-d'Auray ;
- le Musée de cire, l'Historial ;
- dans le complexe de la basilique : la galerie des statues, la galerie d'exposition et le trésor du sanctuaire, qui possède notamment une chasuble « dite » d'Anne d'Autriche dont on dit qu'elle aurait été offerte en 1638 par celle-ci à sa sainte patronne en remerciement de la naissance de son fils, le futur Louis XIV (mais dont l'authenticité est douteuse)[61] ;
- l'Académie de Musique et d'Arts Sacrés qui porte un projet culturel et l'animation musicale du site avec ses chœurs, sa musique (grand orgue Cavaillé Coll, école d'orgue et de bombarde)... ;
- le parc Camborne.

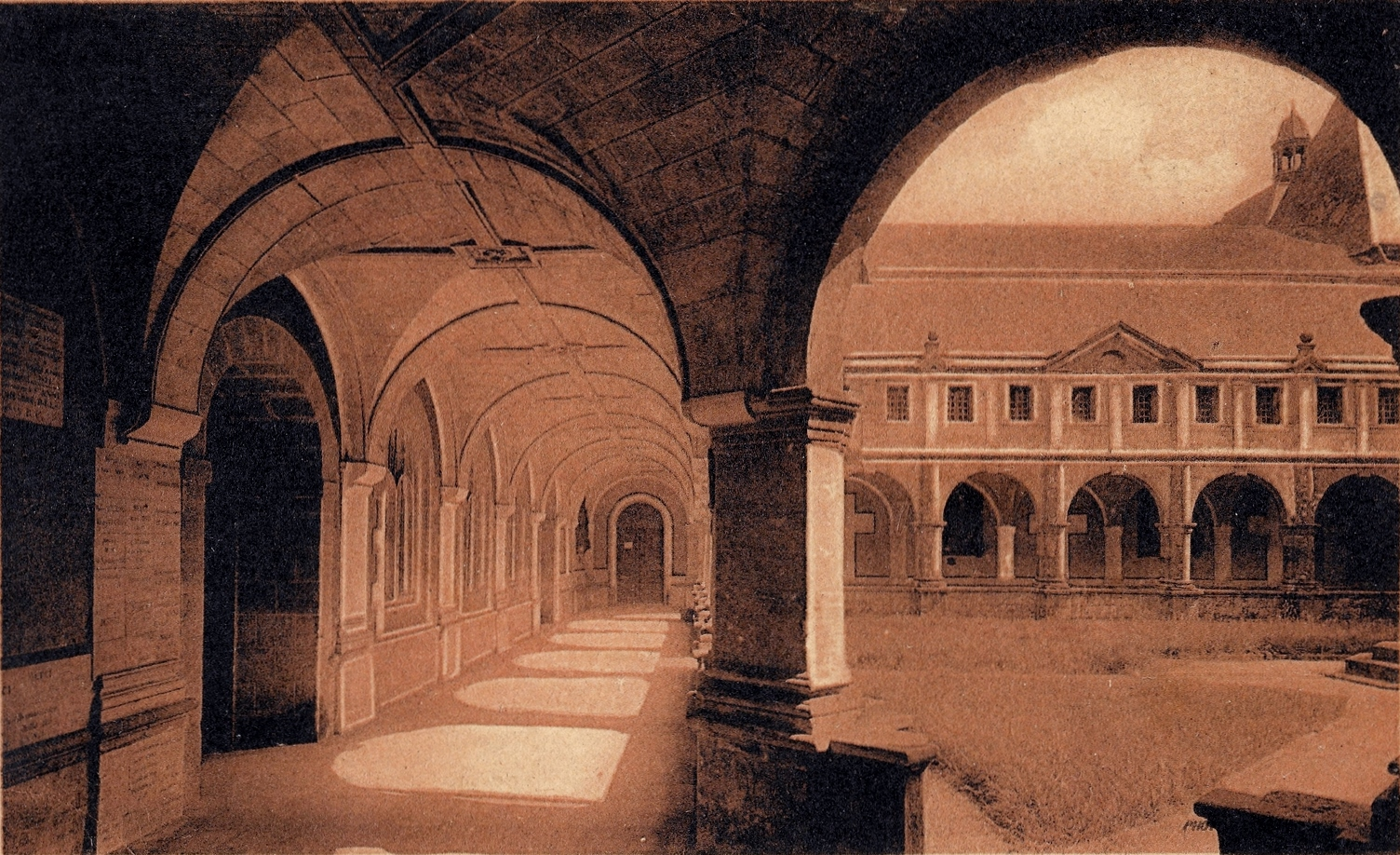
Le cloître près de la basilique vers 1925 (carte postale).
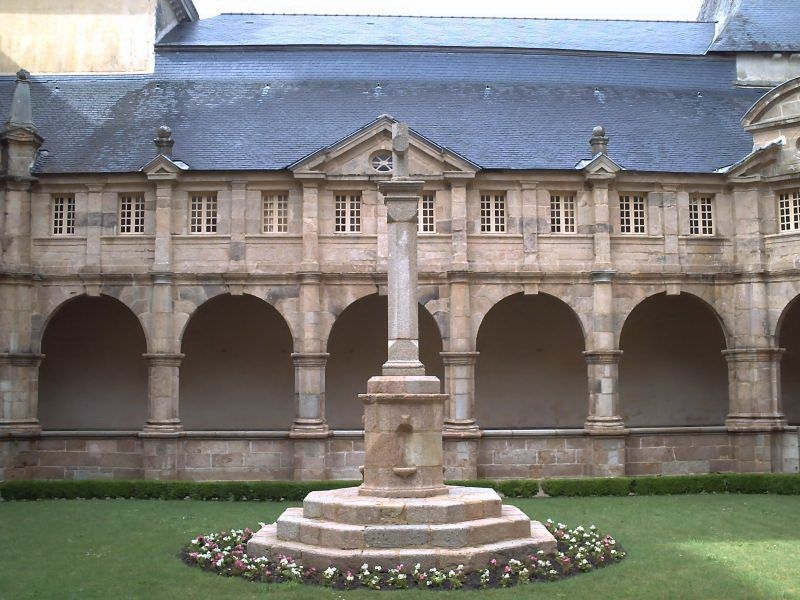
Le cloître.
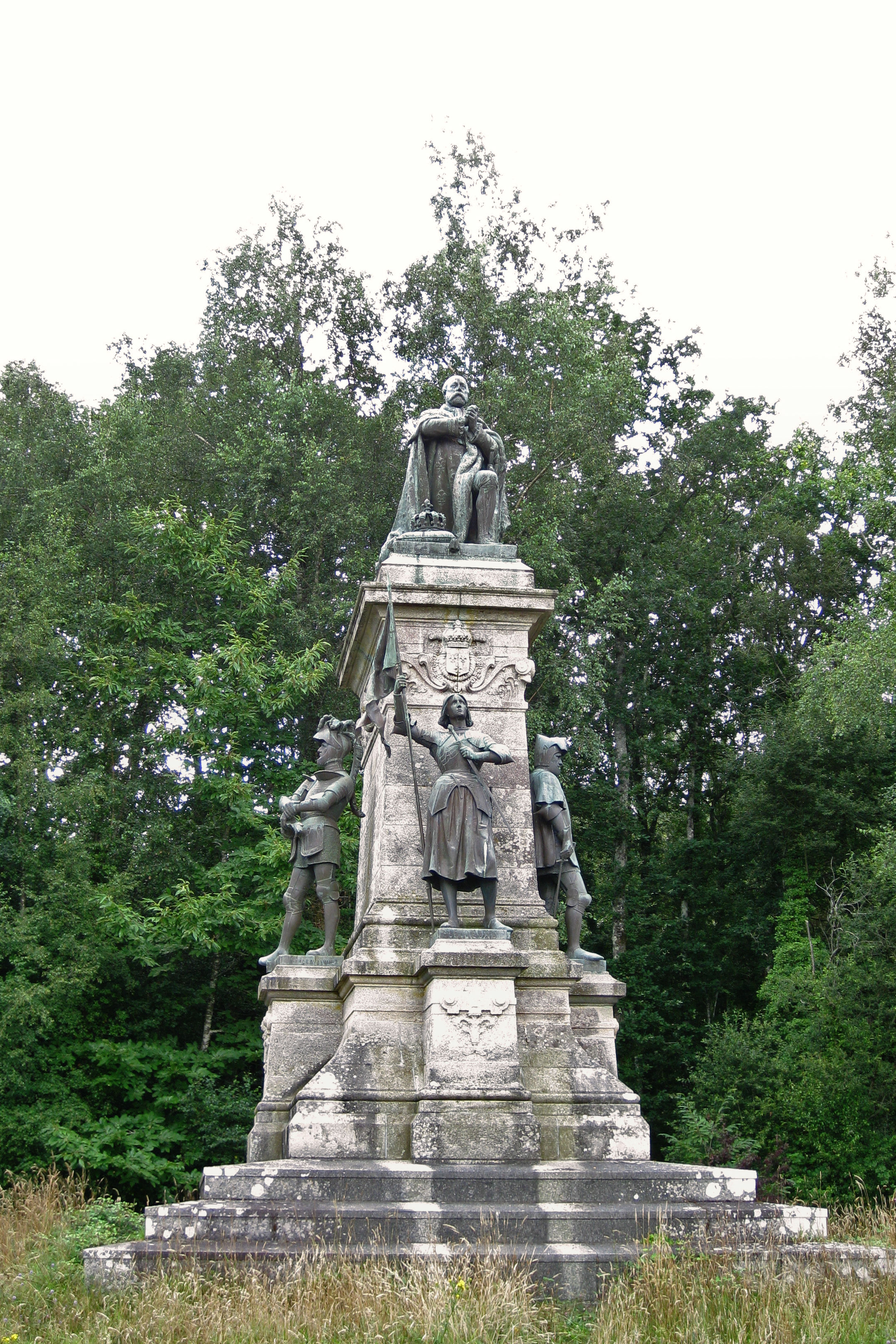
Le monument du comte de Chambord.
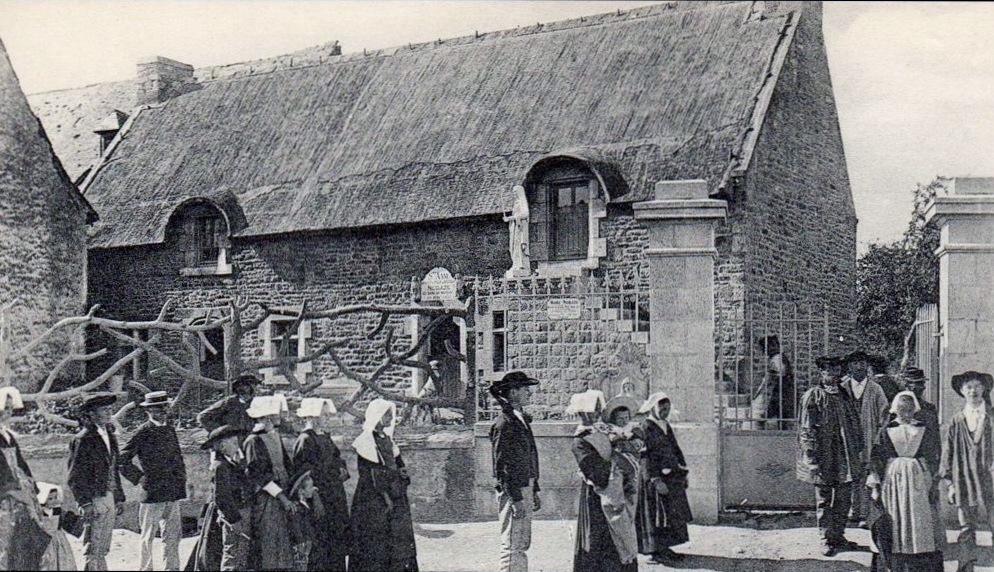
La maison de Nicolazic au début du XXe siècle.
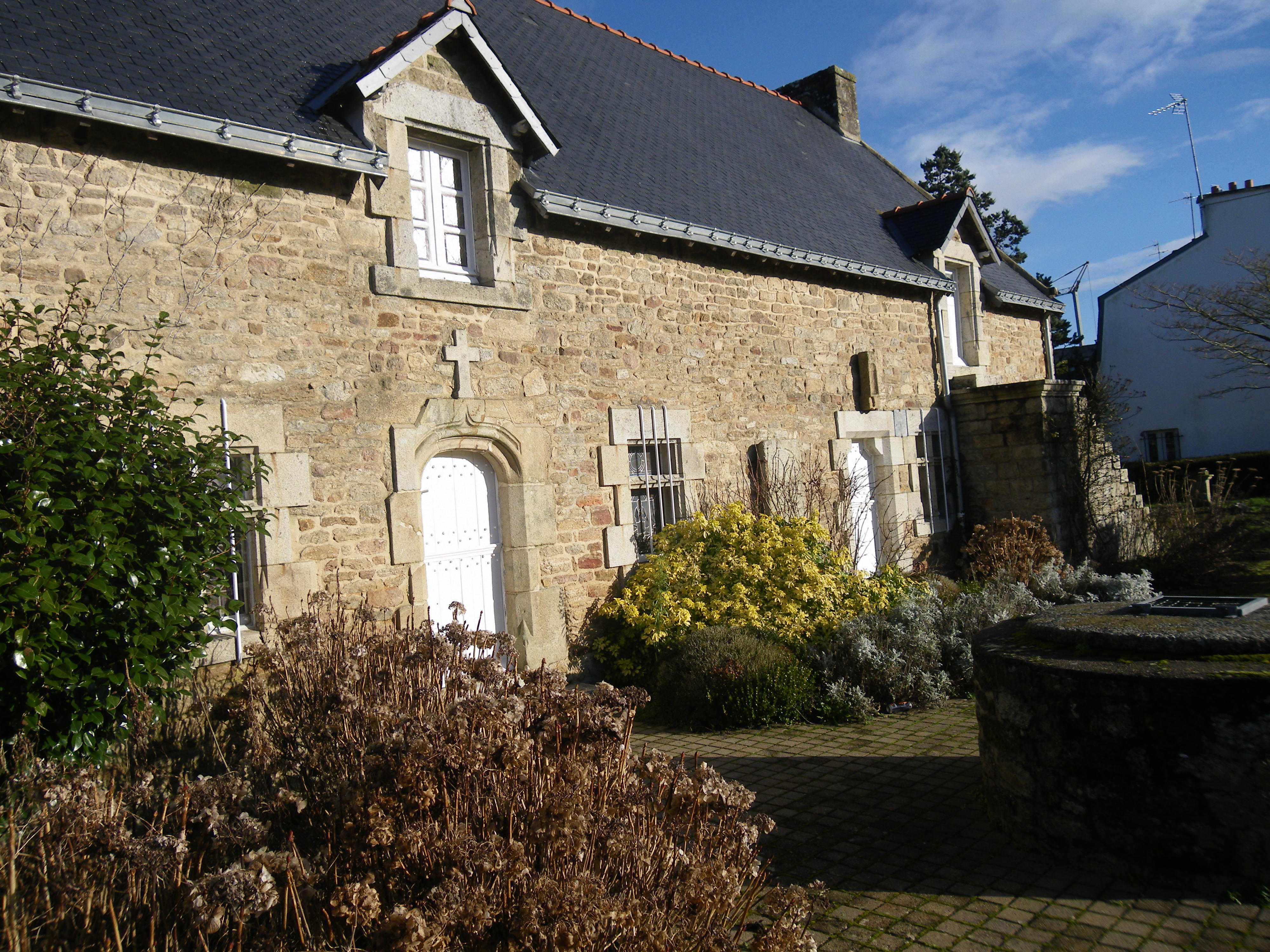
La maison de Yvon Nicolazic.
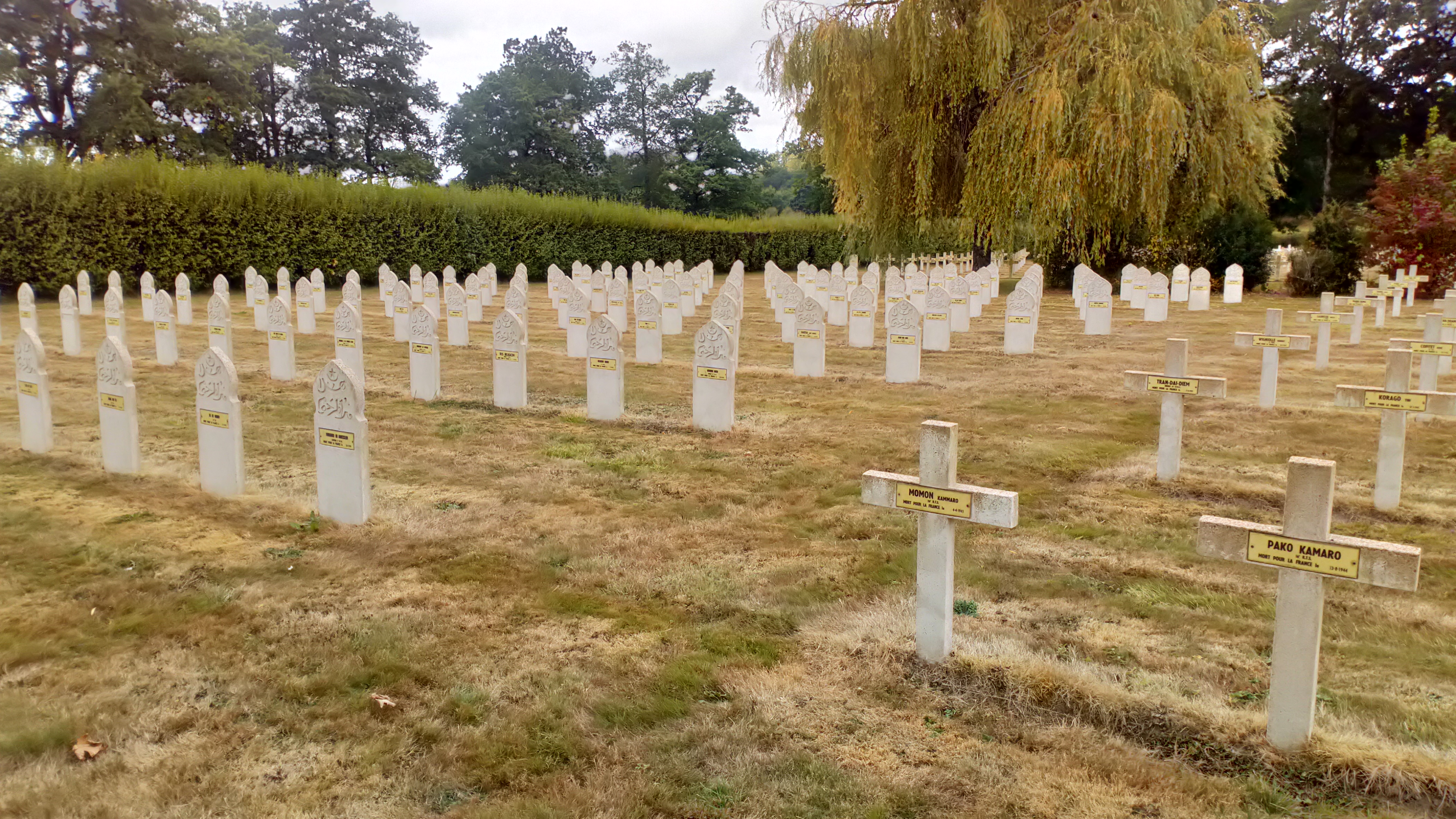
La nécropole nationale de Sainte-Anne-d'Auray.

## Événement
Depuis 2008, la commune de Sainte-Anne-d'Auray accueille chaque année au mois d'août le Festival Les Galettes du Monde qui a pour but de faire découvrir les arts culinaires et culturels.

## Tableaux représentant Sainte-Anne-d'Auray

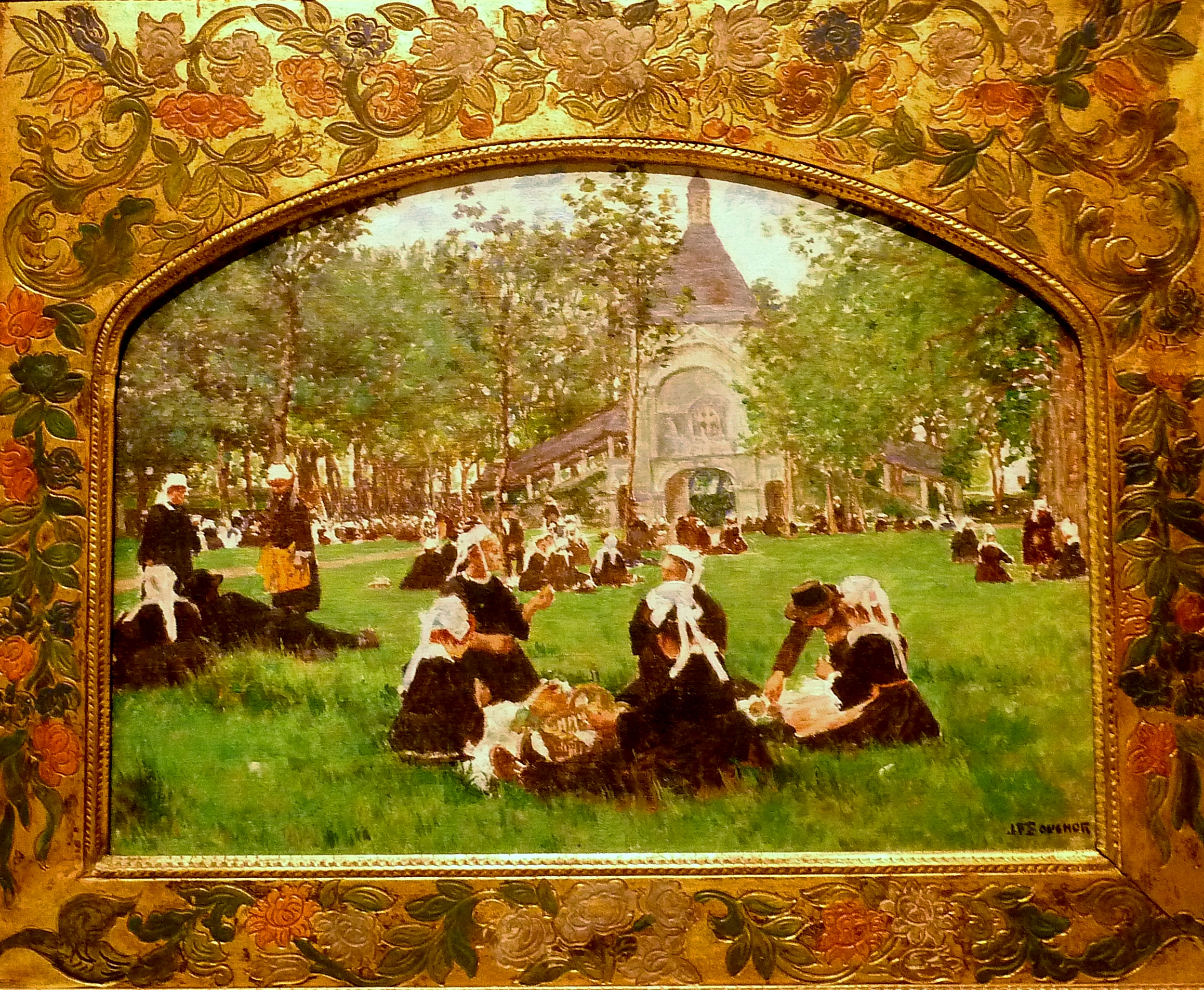
Joseph-Félix Bouchor : Pèlerinage à Sainte-Anne-d'Auray, huile sur toile, musée des beaux-arts de Vannes.

- Joseph-Félix Bouchor : Pèlerinage à Sainte-Anne-d'Auray (huile sur toile, musée des beaux-arts de Vannes).

## Jumelages
- Camborne (Royaume-Uni).

## Personnalités liées à la commune
- Yvon Nicolazic (1591-1645), paysan breton à qui sainte Anne serait apparue ;
- Liane de Pougy (1869-1950), courtisane puis religieuse, a passé une partie de son enfance à Sainte-Anne-d'Auray ;
- Roger Marage (1922-2012), peintre, graveur, a vécu et est décédé dans cette ville.